# Liste des genres et des espèces de mantes
Ici est présentée une liste des genres et les espèces de mantes non exhaustive. Celle-ci peut différer de nomenclatures taxinomiques plus anciennes.
L'ordre des insectes mantoptères regroupe environ 2 000 espèces dont la majorité appartiennent à la famille des mantidés.
Leurs noms communs sont souvent des noms génériques se rapportant à plusieurs espèces d'un même genre, voire de genres différents. Par exemple, la « mante géante asiatique » est le nom donné à différents membres du genre Hierodula ; la « mante feuille morte » peut se référer non seulement à différentes espèces du genre Deroplatys mais aussi à toutes les mantes brunes dont le corps est mimétique avec les feuilles ; la « mante fleur » fait référence à de nombreuses mantes, surtout celles appartenant ou très proche du genre Creobroter ; et ainsi de suite.

## GenreAcanthops
- Acanthops amazonica (Beier, 1938) Acanthops amazonica - Muséum de Toulouse
- Acanthops bidens (Hebard, 1922)

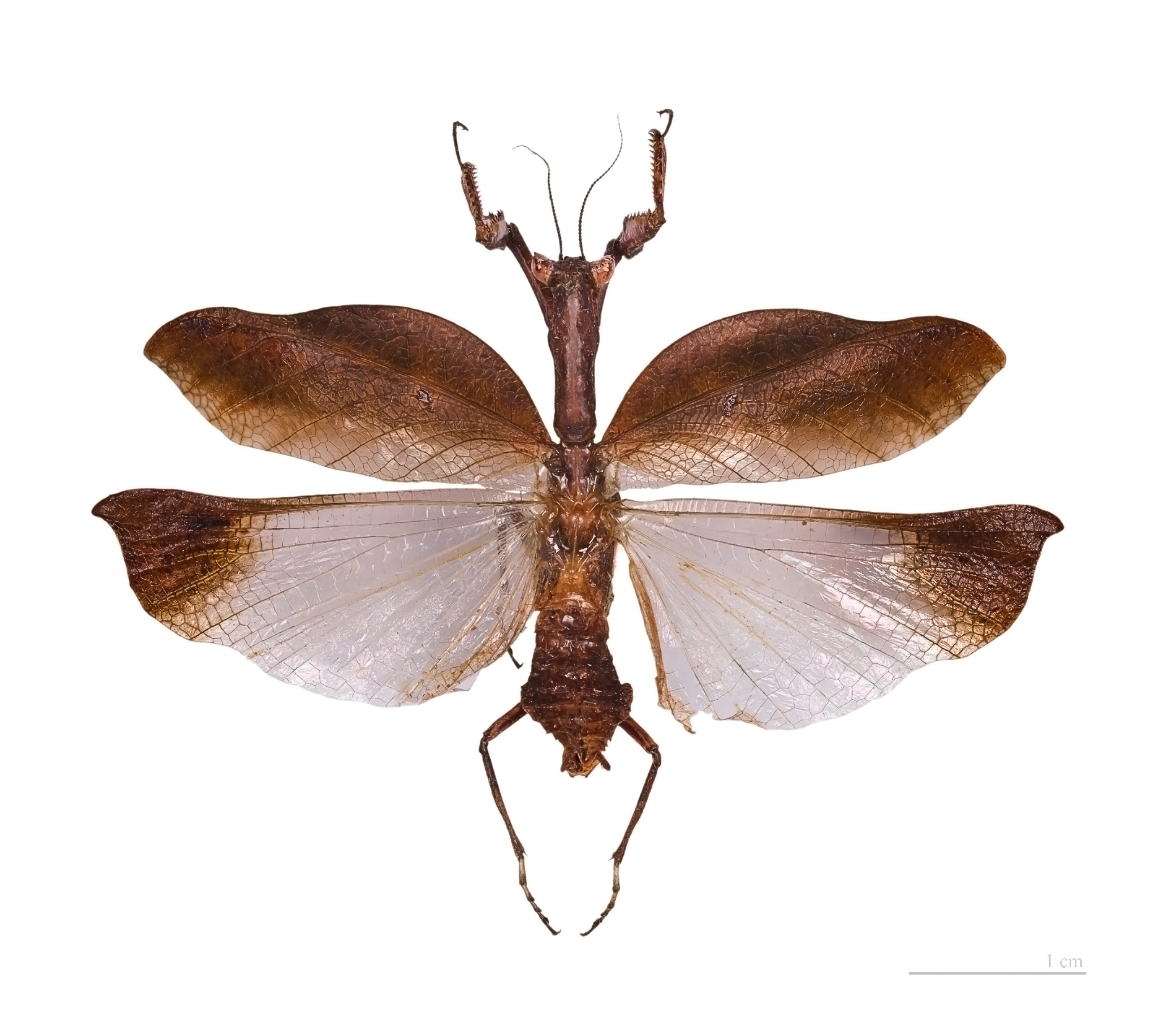
Acanthops amazonica - Muséum de Toulouse

- Acanthops boliviana  (Chopard, 1916)
- Acanthops brunneri  (Saussure, 1871)
- Acanthops centralis  (Lombardo & Ippolito, 2004)
- Acanthops contorta  (Gerstaecker, 1889)
- Acanthops elegans (Lombardo & Ippolito, 2004)
- Acanthops erosa (Serville, 1839)
- Acanthops erosula (Stal, 1877)
- Acanthops falcata  (Stal, 1877)
- Acanthops falcataria  (Goeze, 1778)
- Acanthops fuscifolia  (Olivier, 1792)
- Acanthops godmani  (Saussure & Zehntner, 1894)
- Acanthops occidentalis  (Lombardo & Ippolito, 2004)
- Acanthops onorei  (Lombardo & Ippolito, 2004)
- Acanthops parafalcata  (Lombardo & Ippolito, 2004)
- Acanthops parva  (Beier, 1941)
- Acanthops royi (Lombardo & Ippolito, 2004)
- Acanthops soukana  (Roy, 2002)
- Acanthops tuberculata  (Saussure, 1870)

## GenreAcontista
- Acontista amazonica
- Acontista amoenula
- Acontista brevipennis
- Acontista cayennensis
- Acontista championi
- Acontista chopardi
- Acontista concinna
- Acontista cordillerae
- Acontista cubana
- Acontista ecuadorica
- Acontista eximia
- Acontista festae
- Acontista fraterna
- Acontista inquinata
- Acontista iriodes
- Acontista maroniensis
- Acontista mexicana
- Acontista minima
- Acontista multicolor
- Acontista piracicabensis
- Acontista quadrimaculata
- Acontista rehni
- Acontista semirufa
- Acontista travassosi
- Acontista vitrea

## GenreAcromantis
- Acromantis australis
- Acromantis dyaka
- Acromantis elegans
- Acromantis formosana
- Acromantis gestri
- Acromantis grandis
- Acromantis hesione
- Acromantis indica
- Acromantis insularis
- Acromantis japonica
- Acromantis lilii
- Acromantis luzonica
- Acromantis montana
- Acromantis moultoni
- Acromantis nicobarica
- Acromantis palauana
- Acromantis philippina
- Acromantis philippina
- Acromantis satsumensis
- Acromantis siporana

## GenreAethalochroa
- Aethalochroa affinis
- Aethalochroa ashmoliana
- Aethalochroa insignis
- Aethalochroa simplicipes
- Aethalochroa spinipes

## GenreAlalomantis
- Alalomantis coxalis
- Alalomantis muta

## GenreAmantis
Les espèces du genre Amantis sont indigènes à l'Asie et aux îles de l'océan Pacifique.
- Amantis aeta
- Amantis aliena
- Amantis basilana
- Amantis biroi
- Amantis bolivarii
- Amantis fuliginosa
- Amantis fumosa
- Amantis gestri
- Amantis hainanensis
- Amantis indica
- Amantis irina
- Amantis lofaoshanensis
- Amantis longipennis
- Amantis malabarensis
- Amantis malayana
- Amantis nawai
- Amantis philippina
- Amantis reticulata
- Amantis saussurei
- Amantis subirina
- Amantis testacea
- Amantis tristis
- Amantis vitalisi
- Amantis wuzhishana

## GenreAmeles
Le genre Ameles a un habitant très étendu, présent aussi bien en Afrique, en Asie et en Europe.
- Ameles aegyptiaca
- Ameles africanaa
- Ameles arabica
- Ameles assoi
- Ameles crassinervis
- Ameles cyprica
- Ameles decolor
- Ameles dumonti
- Ameles fasciipennis
- Ameles gracilis
- Ameles heldreichi
- Ameles kervillei
- Ameles limbata
- Ameles maroccana
- Ameles modesta
- Ameles moralesi
- Ameles persa
- Ameles picteti
- Ameles poggii
- Ameles spallanzania
- Ameles syriensis
- Ameles taurica
- Ameles wadisirhani

## GenreAmorphoscelis
Les espèces du genre Amorphoscelis se rencontrent en Afrique, en Inde, en Indonésie et aux Philippines.
- Amorphoscelis abyssinica
- Amorphoscelis angolica
- Amorphoscelis annulicornis
- Amorphoscelis austrogermanica
- Amorphoscelis borneana
- Amorphoscelis brunneipennis
- Amorphoscelis ceylonica
- Amorphoscelis chinensis
- Amorphoscelis chopardi
- Amorphoscelis elegans
- Amorphoscelis griffini
- Amorphoscelis grisea
- Amorphoscelis javana
- Amorphoscelis lamottei
- Amorphoscelis laxeretis
- Amorphoscelis machadoi
- Amorphoscelis naumanni
- Amorphoscelis nigriventer
- Amorphoscelis nubeculosa
- Amorphoscelis opaca
- Amorphoscelis orientalis
- Amorphoscelis pallida
- Amorphoscelis pantherina
- Amorphoscelis papua
- Amorphoscelis parva
- Amorphoscelis pellucida
- Amorphoscelis philippina
- Amorphoscelis pulchella
- Amorphoscelis pulchra
- Amorphoscelis punctata
- Amorphoscelis reticulata
- Amorphoscelis rufula
- Amorphoscelis siebersi
- Amorphoscelis singaporana
- Amorphoscelis spinosa
- Amorphoscelis subnigra
- Amorphoscelis tigrina
- Amorphoscelis tuberculata
- Amorphoscelis villiersi

## GenreAmphecostephanus
- Amphecostephanus rex

## GenreAnaxarcha
- Anaxarcha acuta
- Anaxarcha graminea
- Anaxarcha hyalina
- Anaxarcha intermedia
- Anaxarcha limbata
- Anaxarcha sinensis
- Anaxarcha tianmushanensis

## GenreAnoplosigerpes
- Anoplosigerpes tessmanni

## GenreAntistia
- Antistia maculipennis
- Antistia parva
- Antistia robusta
- Antistia vicina

## GenreAnasigerpes
- Anasigerpes amieti
- Anasigerpes bifasciata
- Anasigerpes centralis
- Anasigerpes grilloti
- Anasigerpes heydeni
- Anasigerpes nigripes
- Anasigerpes unifasciata

## GenreAngela

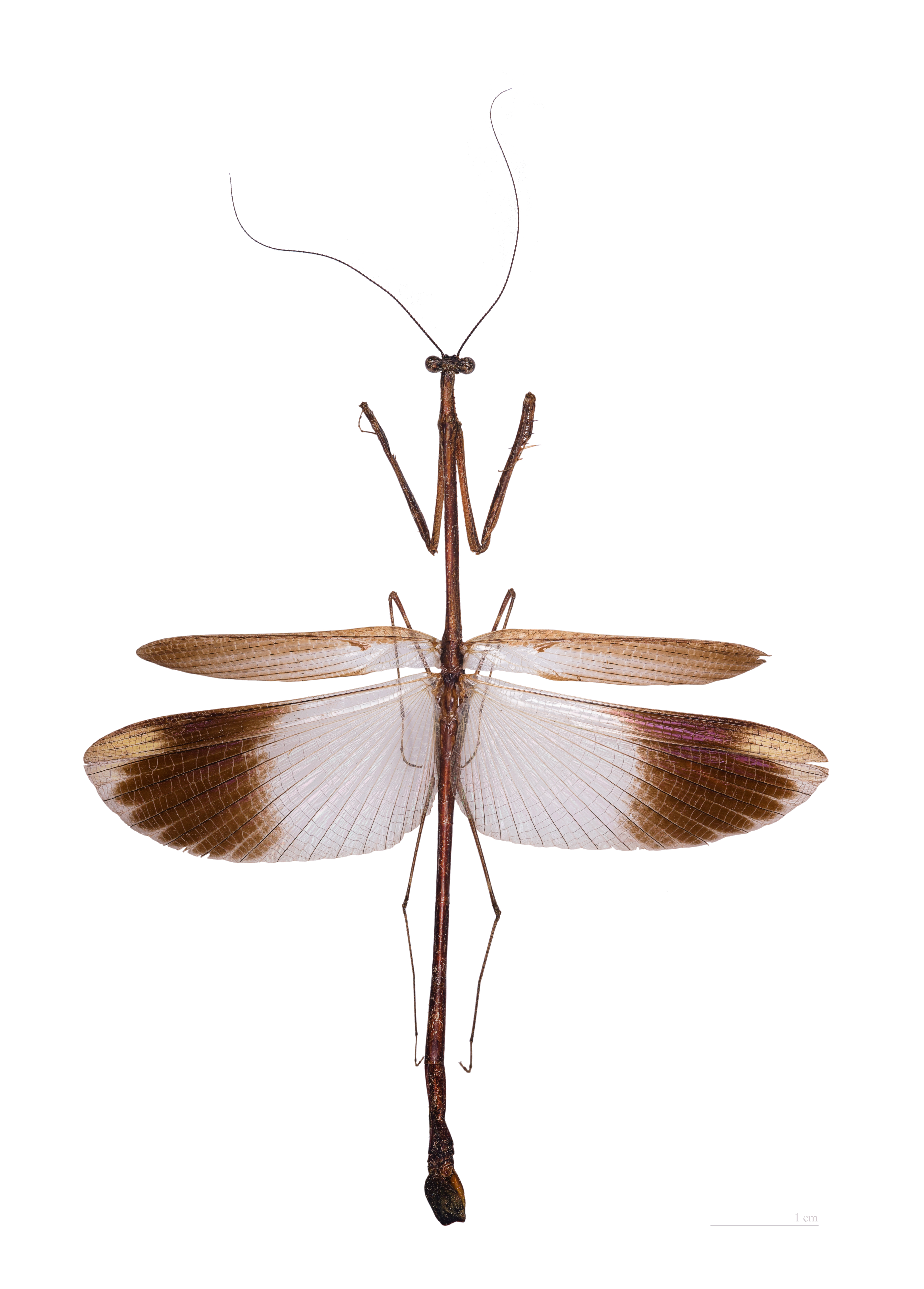
Angela guianensis - Muséum de Toulouse

- Angela armata
- Angela brachyptera
- Angela championi
- Angela decolor
- Angela guianensis (Rehn, 1906) Angela guianensis - Muséum de Toulouse
- Angela inermis
- Angela lemoulti
- Angela maxima
- Angela minor
- Angela miranda
- Angela ornata
- Angela perpulchra
- Angela peruviana
- Angela purpurascens
- Angela quinquemaculata
- Angela saussurii
- Angela subhyalina
- Angela trifasciata
- Angela werneri

## GenreApterameles
- Apterameles rammei

## GenreApteromantis

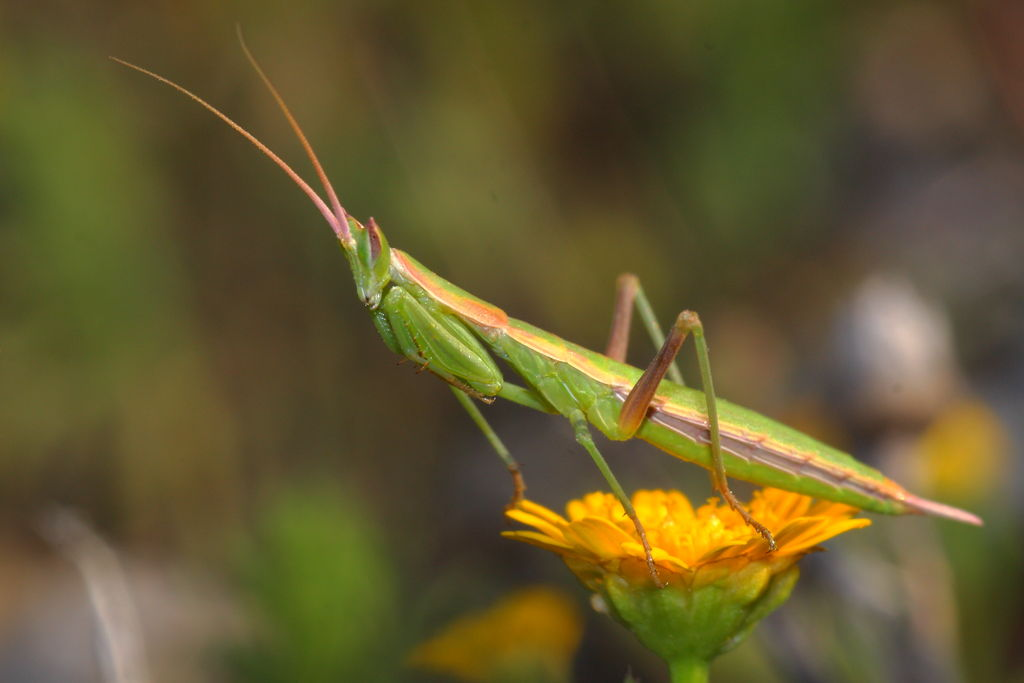
Apteromantis aptera

- Apteromantis aptera
- Apteromantis bolivari

## GenreArchimantis
- Archimantis armata
- Archimantis brunneriana
- Archimantis gracilis
- Archimantis latistyla
- Archimantis monstrosa
- Archimantis quinquelobata
- Archimantis sobrina
- Archimantis straminea
- Archimantis vittata

## GenreAriusia
- Ariusia conspersa

## GenreAsiadodis
- Asiadodis squilla
- Asiadodis yunnanensis

## GenreAstape
- Astape denticollis

## GenreAttalia
- Attalia philbyi

## GenreBactromantis
- Bactromantis mexicana
- Bactromantis parvula
- Bactromantis tolteca
- Bactromantis virga

## GenreBantia
- Bantia chopardi
- Bantia fusca
- Bantia marmorata
- Bantia metzi
- Bantia michaelisi
- Bantia nana
- Bantia pygmea
- Bantia simoni
- Bantia werneri

## GenreBantiella
- Bantiella columbina
- Bantiella fusca
- Bantiella hyalina
- Bantiella pallida
- Bantiella trinitatis

## GenreBlepharodes
- Blepharodes candelarius
- Blepharodes cornutus
- Blepharodes parumspinosus
- Blepharodes sudanensis

## GenreBlepharopsis
- Blepharopsis mendica

## GenreBolbe
- Bolbe lowi
- Bolbe maia
- Bolbe nigra
- Bolbe pallida
- Bolbe pygmea

## GenreBolbena
- Bolbena assimilis
- Bolbena hottentotta
- Bolbena maraisi
- Bolbena minor
- Bolbena orientalis
- Bolbena minutissima

## GenreBolbula
- Bolbula debilis
- Bolbula exigua
- Bolbula widenmanni

## GenreBolivaroscelis
- Bolivaroscelis bolivarii
- Bolivaroscelis carinata
- Bolivaroscelis werneri

## GenreBrunneria
- Brunneria borealis
- Brunneria brasiliensis
- Brunneria gracilis
- Brunneria longa
- Brunneria subaptera

## GenreCalamothespis
- Calamothespis adusta
- Calamothespis condamini
- Calamothespis lineatipennis
- Calamothespis oxyops
- Calamothespis rourei
- Calamothespis subcornuta
- Calamothespis taylori
- Calamothespis vuattouxi

## GenreCallibia
- Callibia diana

## GenreCarrikerella
- Carrikerella ceratophora
- Carrikerella empusa

## GenreCatasigerpes
- Catasigerpes acuminatus
- Catasigerpes brunnerianus
- Catasigerpes camerunensis
- Catasigerpes congicus
- Catasigerpes erlangeri
- Catasigerpes granulatus
- Catasigerpes jeanneli
- Catasigerpes margarethae
- Catasigerpes mortuifolia
- Catasigerpes nigericus
- Catasigerpes occidentalis
- Catasigerpes toganus
- Catasigerpes zernyi

## GenreCaudatoscelis
- Caudatoscelis annulipes
- Caudatoscelis caudata
- Caudatoscelis collarti
- Caudatoscelis lagrecai
- Caudatoscelis marmorata

## GenreCeratomantis
- Ceratomantis saussurii
- Ceratomantis yunnanensis

## GenreChaeteessa
- Chaeteessa caudata
- Chaeteessa filata
- Chaeteessa nana
- Chaeteessa valida

## GenreChlidonoptera
- Chlidonoptera chopardi
- Chlidonoptera lestoni
- Chlidonoptera vexillum
- Chlidonoptera werneri

## GenreChloroharpax
- Chloroharpax modesta

## GenreChoeradodis

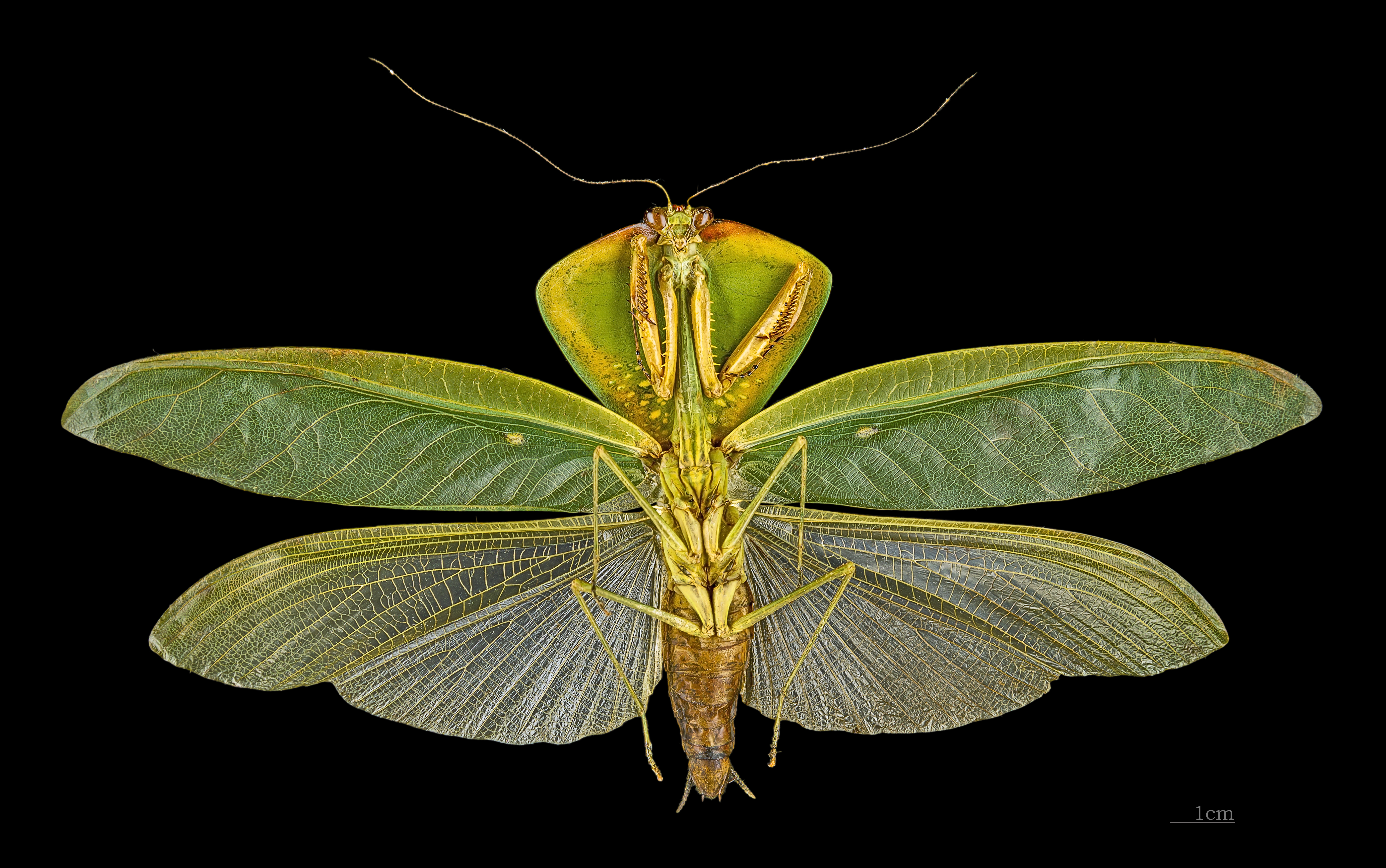
Choeradodis stalii - MHNT

- Choeradodis columbica
- Choeradodis rhombicollis
- Choeradodis rhomboidea
- Choeradodis stalii
- Choeradodis strumaria

## GenreChloropax
- chloropax modesta

## GenreChrysomantis
- Chrysomantis cachani
- Chrysomantis centralis
- Chrysomantis cervoides
- Chrysomantis congica
- Chrysomantis girardi
- Chrysomantis royi
- Chrysomantis speciosa
- Chrysomantis tristis

## GenreCilnia
- Cilnia chopardi
- Cilnia humeralis

## GenreCitharomantis
- Citharomantis falcata

## GenreCiulfina
- Ciulfina baldersoni
- Ciulfina biseriata
- Ciulfina klassi
- Ciulfina liturgusa
- Ciulfina rentzi

## GenreCliomantis
- Cliomantis cornuta
- Cliomantis dispar
- Cliomantis lateralis
- Cliomantis obscura

## GenreCompsomantis
- Compsomantis ceylonica
- Compsomantis crassiceps
- Compsomantis mindoroensis
- Compsomantis robusta
- Compsomantis semirufula
- Compsomantis tumidiceps

## GenreCongoharpax
- Congoharpax aberrans
- Congoharpax boulardi
- Congoharpax coiffaiti
- Congoharpax judithae

## GenreCreobroter
- Creobroter elongatus
- Creobroter fasciatus
- Creobroter gemmatus
- Creobroter medanus
- Creobroter meleagris
- Creobroter nebulosus
- Creobroter pictipennis
- Creobroter urbanus

## GenreDactylopteryx
- Dactylopteryx flexuosa
- Dactylopteryx intermedia
- Dactylopteryx orientalis

## GenreDecimiana
- Decimiana bolivari
- Decimiana clavata
- Decimiana hebardi
- Decimiana rehni
- Decimiana tessellata

## GenreDeroplatys

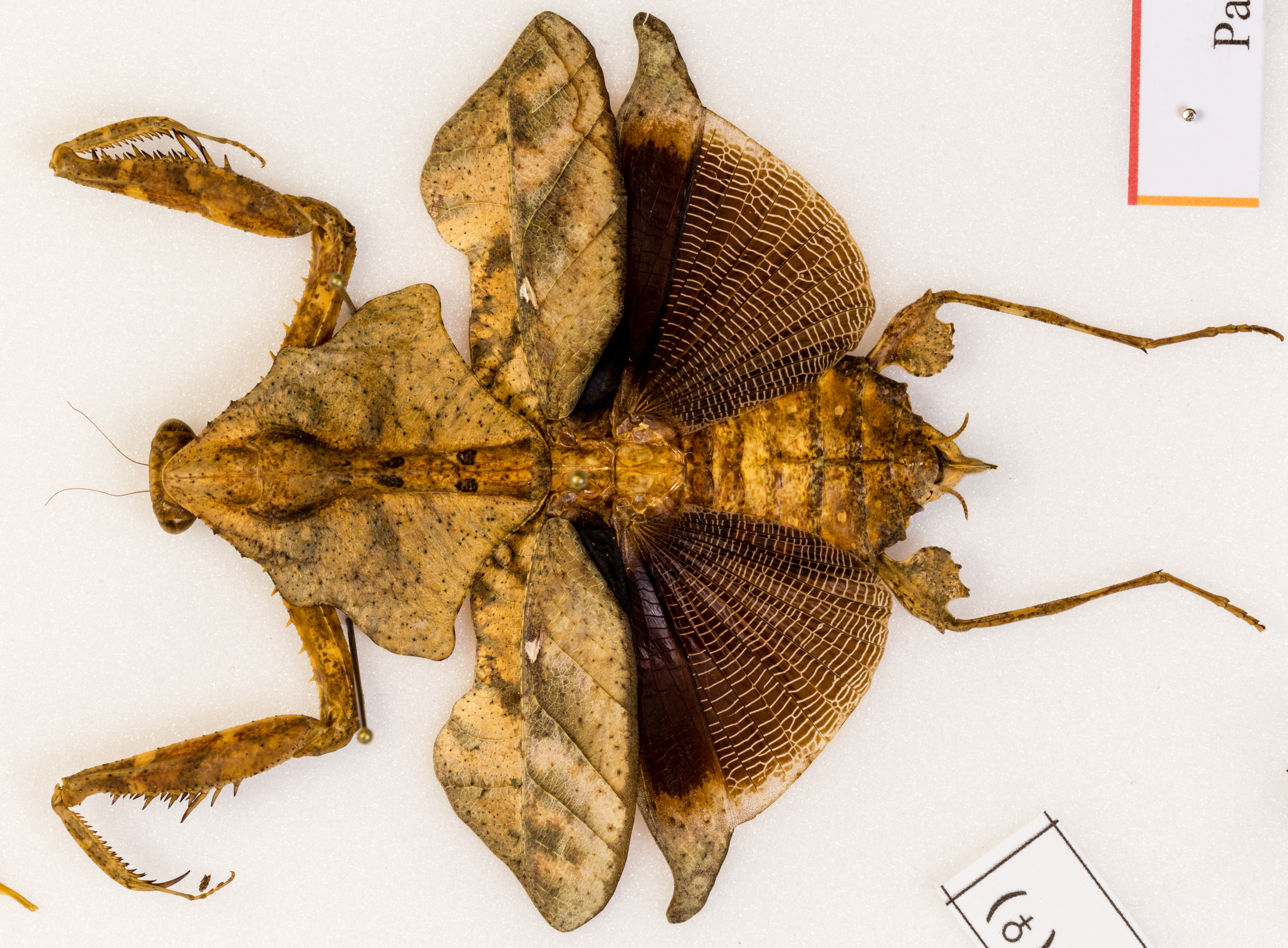
Mante feuille-morte Deroplatys lobata, d'envergure 8 cm, au jupon caractéristique imitant la dentelle d'une toile d'araignée, boîte pédagogique de l'Université Rennes 1 sur les insectes de l'Indomalais.

- Deroplatys angustata
- Deroplatys desiccata
- Deroplatys gorochovi
- Deroplatys lobata
- Deroplatys moultoni
- Deroplatys philippinica
- Deroplatys rhombica
- Deroplatys sarawaca
- Deroplatys shelfordi
- Deroplatys trigonodera
- Deroplatys truncata

## GenreDiabantia
- Diabantia minima
- Diabantia perparva

## GenreDysaules
- Dysaules himalayanus
- Dysaules longicollis
- Dysaules uvana

## GenreEmpusa
- Empusa binotata
- Empusa fasciata
- Empusa guttula
- Empusa hedenborgii
- Empusa longicollis
- Empusa pauperata
- Empusa pennata
- Empusa pennicornis
- Empusa romboidae
- Empusa spinosa
- Empusa simonyi
- Empusa uvarovi

## GenreEpaphrodita
- Epaphrodita lobivertex
- Epaphrodita musarum
- Epaphrodita undulata

## GenreEphestiasula

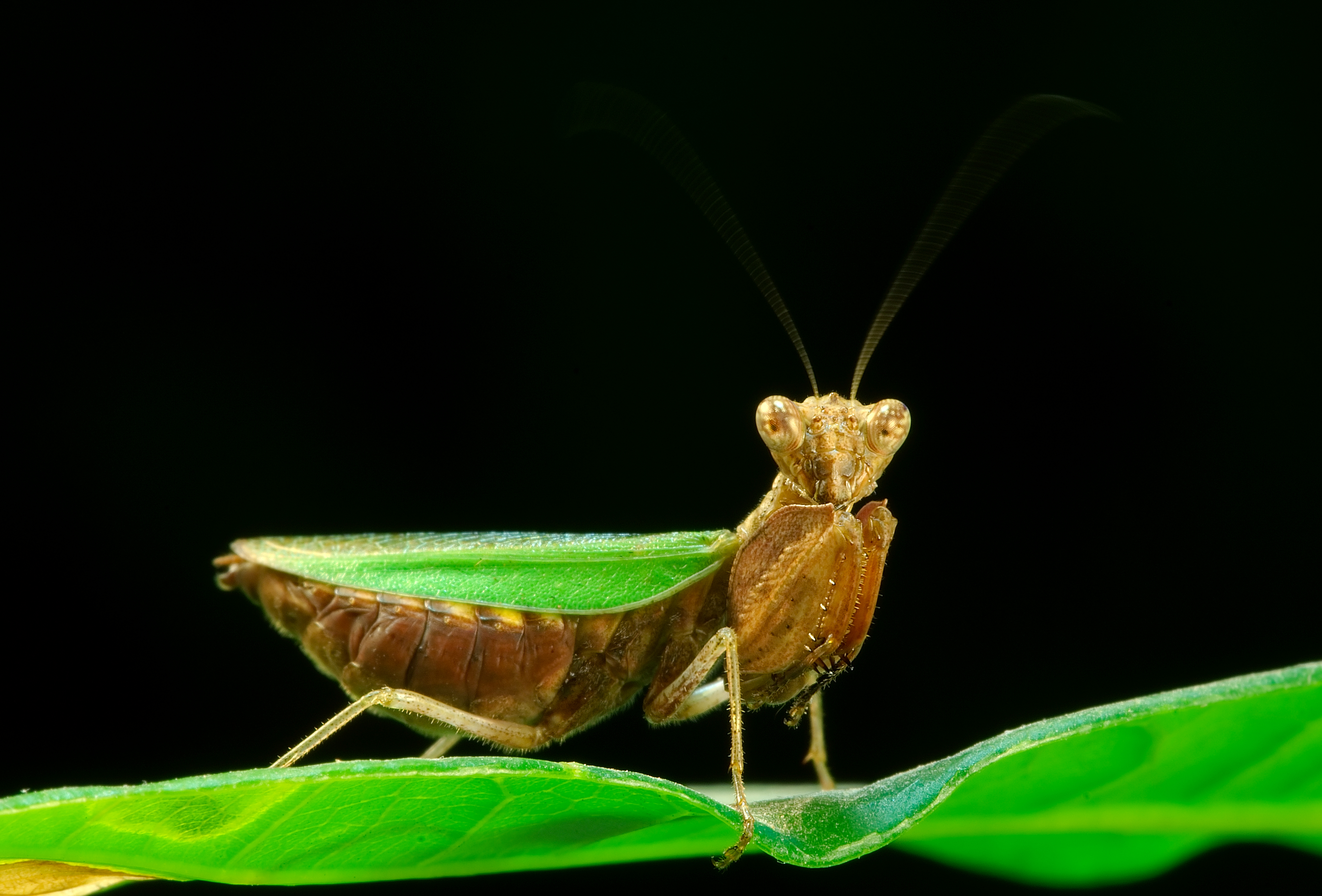
Mante d'Inde, Ephestiasula sp

- Ephestiasula amoena
- Ephestiasula intermedia
- Ephestiasula pictipes

## GenreEphippiomantis
- Ephippiomantis ophirensis

## GenreEpiscopomantis
- Episcopomantis chalybea
- Episcopomantis congica

## GenreEpsomantis
- Epsomantis tortricoides

## GenreEremiaphila
- Eremiaphila ammonita
- Eremiaphila andresi
- Eremiaphila anubis
- Eremiaphila arabica
- Eremiaphila aristidis
- Eremiaphila audouini
- Eremiaphila barbara
- Eremiaphila berndstiewi
- Eremiaphila bifasciata
- Eremiaphila bovei
- Eremiaphila braueri
- Eremiaphila brevipennis
- Eremiaphila brunneri
- Eremiaphila cairina
- Eremiaphila cerisyi
- Eremiaphila collenettei
- Eremiaphila cordofan
- Eremiaphila cycloptera
- Eremiaphila dentata
- Eremiaphila denticollis
- Eremiaphila foureaui
- Eremiaphila fraseri
- Eremiaphila genei
- Eremiaphila gigas
- Eremiaphila hebraica
- Eremiaphila hedenborgii
- Eremiaphila heluanensis
- Eremiaphila hralili
- Eremiaphila irridipennis
- Eremiaphila khamsin
- Eremiaphila kheych
- Eremiaphila klunzingeri
- Eremiaphila laeviceps
- Eremiaphila lefebvrii
- Eremiaphila luxor
- Eremiaphila maculipennis
- Eremiaphila monodi
- Eremiaphila moreti
- Eremiaphila murati
- Eremiaphila mzabi
- Eremiaphila nilotica
- Eremiaphila nova
- Eremiaphila numida
- Eremiaphila persica
- Eremiaphila petiti
- Eremiaphila pierrei
- Eremiaphila pyramidum
- Eremiaphila rectangulata
- Eremiaphila reticulata
- Eremiaphila rohlfsi
- Eremiaphila rotundipennis
- Eremiaphila rufipennis
- Eremiaphila rufula
- Eremiaphila savignyi
- Eremiaphila somalica
- Eremiaphila spinulosa
- Eremiaphila tuberculifera
- Eremiaphila turica
- Eremiaphila typhon
- Eremiaphila uvarovi
- Eremiaphila voltaensis
- Eremiaphila werneri
- Eremiaphila wettsteini
- Eremiaphila yemenita
- Eremiaphila zetterstedti
- Eremiaphila zolotarevskyi

## GenreEuantissa
- Euantissa ornata
- Euantissa pulchra
- Euantissa sinensis

## GenreEuchomenella

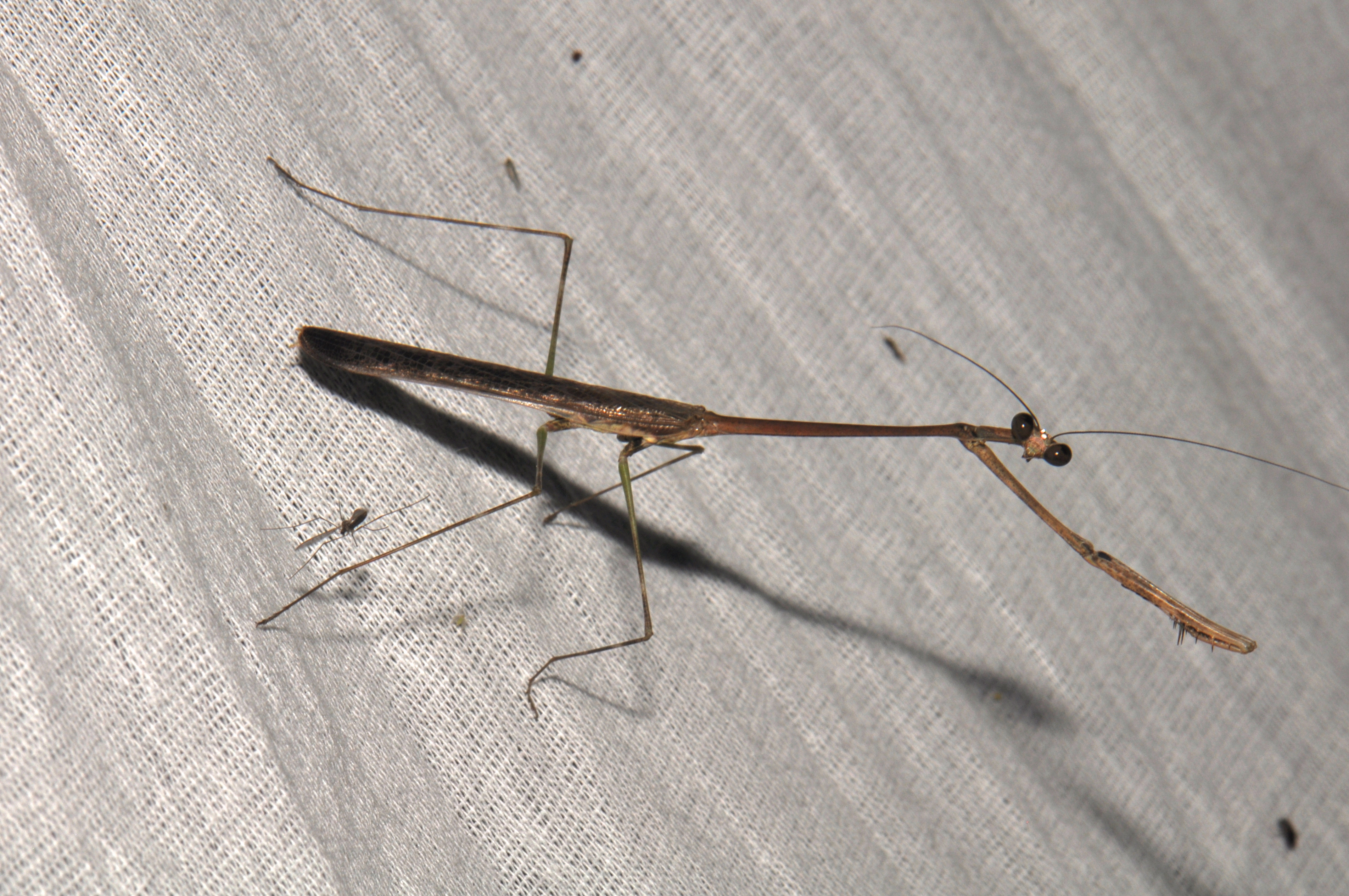
Euchomenella sp, parc national de Khao Sok, Thaïlande

- Euchomenella sp, parc national de Khao Sok, ThaïlandeEuchomenella apicalis
- Euchomenella heteroptera
- Euchomenella indica
- Euchomenella macrops
- Euchomenella matilei
- Euchomenella moluccarum
- Euchomenella pallida
- Euchomenella thoracica

## GenreEuthyphleps
- Euthyphleps curtipes
- Euthyphleps rectivenis
- Euthyphleps tectiformis

## GenreExparoxypilus
- Exparoxypilus africanus

## GenreGalinthias
- Galinthias amoena
- Galinthias meruensis
- Galinthias occidentalis
- Galinthias philbyi
- Galinthias rhomboidalis

## GenreGigliotoscelis
- Gigliotoscelis simulans

## GenreGimantis
- Gimantis authaemon
- Gimantis insularis

## GenreGlabromantis
- Glabromantis mexicana

## GenreGonatista
- Gonatista grisea
- Gonatista jaiba
- Gonatista major
- Gonatista phryganoides
- Gonatista reticulata

## GenreGongylus

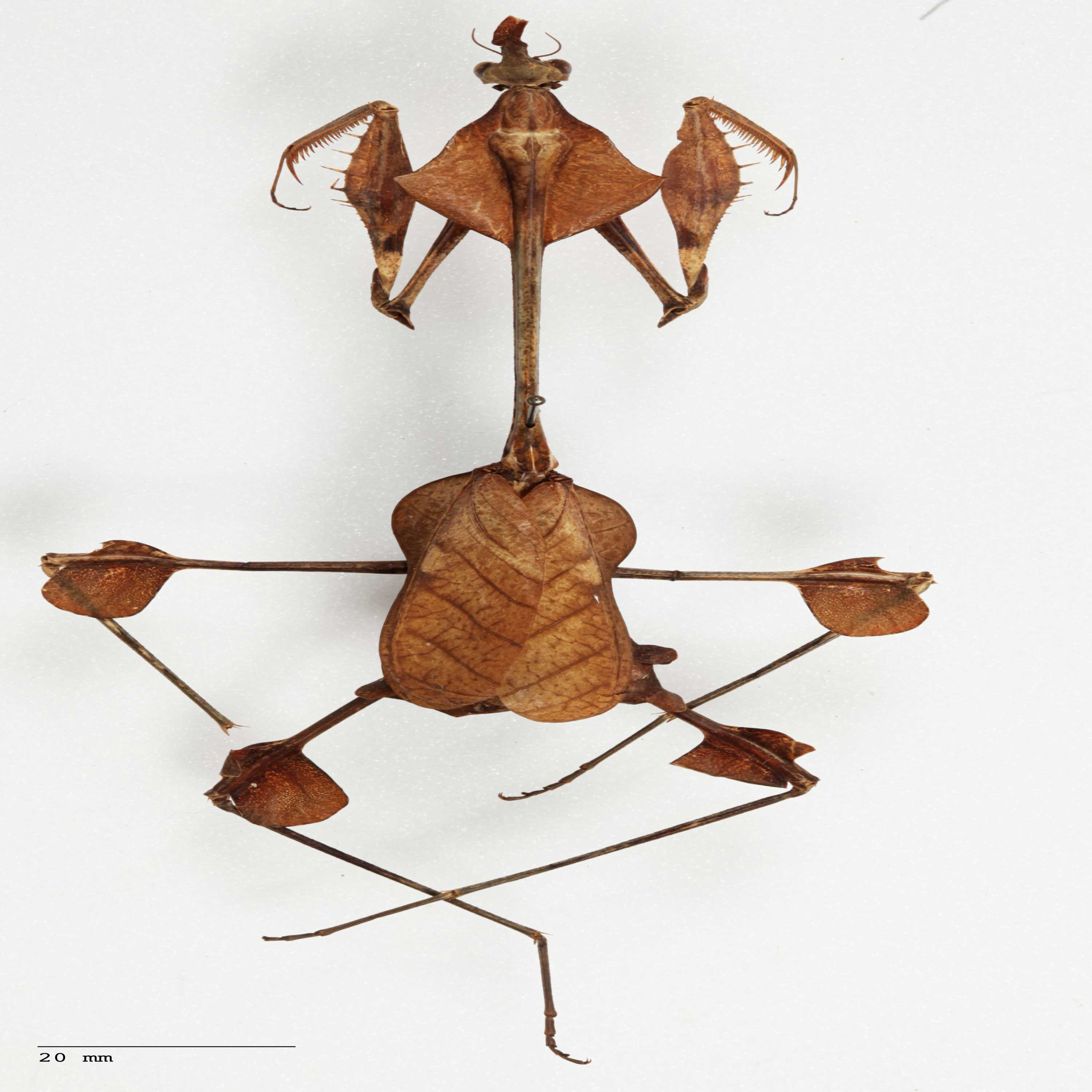
Gongylus gongylodes
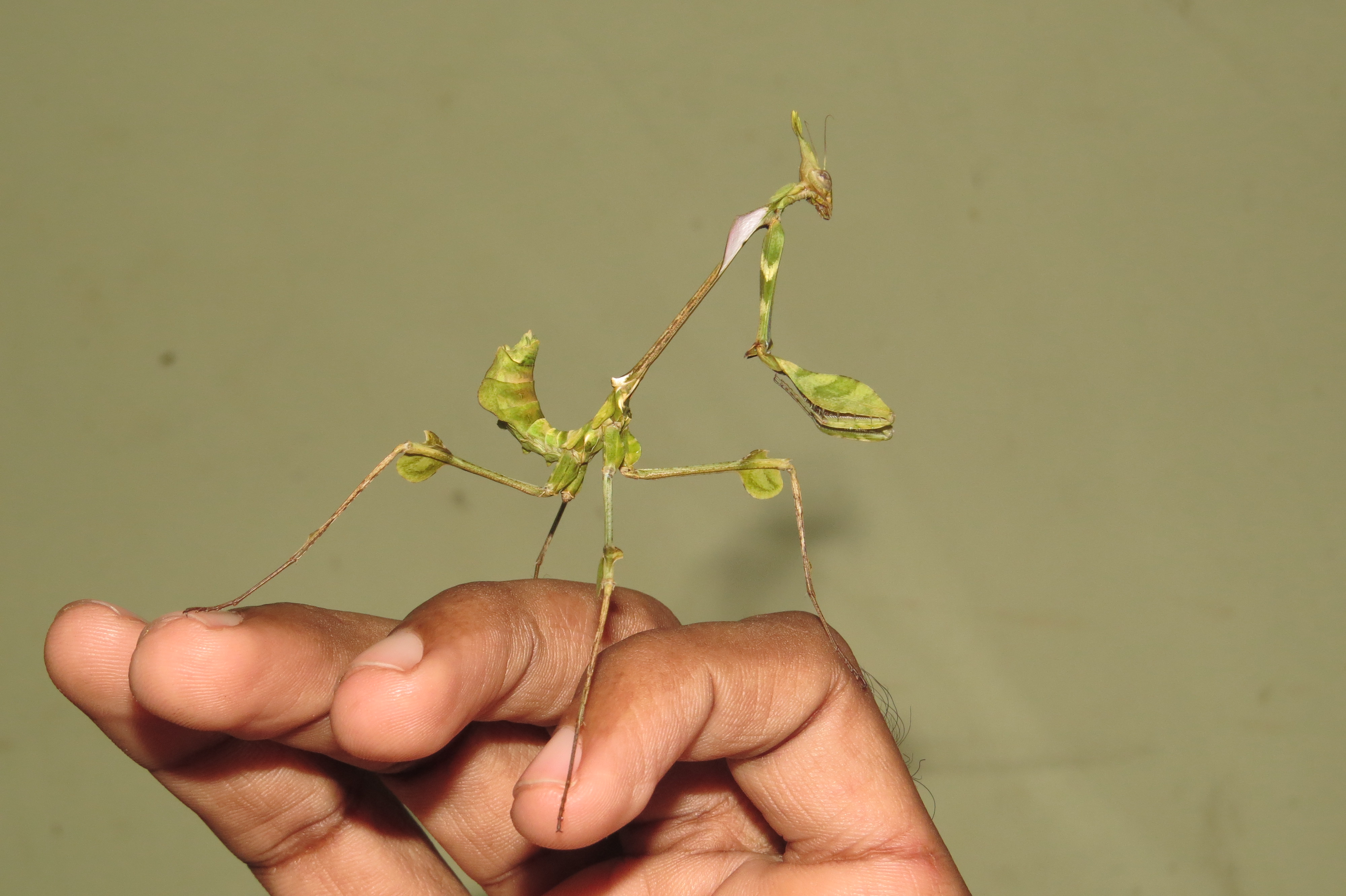
Gongylus trachelophyllus

- Gongylus gongylodes
- Gongylus gonylodes longue de 15 cm, prédatrice des insectes vivant en Inde, Java, Ceylan[2]...

## GenreGonypetyllis
- Gonypetyllis semuncialis

## GenreGyromantis
- Gyromantis kraussii
- Gyromantis occidentalis

## GenreHaania
- Haania aspera
- Haania borneana
- Haania confusa
- Haania doroshenkoi
- Haania lobiceps
- Haania philippina
- Haania simplex
- Haania vitalisi

## GenreHagiomantis
- Hagiomantis fluminensis
- Hagiomantis ornata
- Hagiomantis pallida
- Hagiomantis parva
- Hagiomantis superba
- Hagiomantis surinamensis

## GenreHapalogymnes
- Hapalogymnes gymnes

## GenreHapalomantis
- Hapalomantis abyssinica
- Hapalomantis congica
- Hapalomantis lacualis
- Hapalomantis minima
- Hapalomantis orba
- Hapalomantis rhombochir

## GenreHeliomantis
- Heliomantis elegans
- Heliomantis latipennis

## GenreHelvia
- Helvia cardinalis

## GenreHestiasula
- Hestiasula basinigra
- Hestiasula brunneriana
- Hestiasula castetsi
- Hestiasula ceylonica
- Hestiasula gyldenstolpei
- Hestiasula hoffmanni
- Hestiasula inermis
- Hestiasula javana
- Hestiasula kaestneri
- Hestiasula major
- Hestiasula masoni
- Hestiasula moultoni
- Hestiasula nigrofemorata
- Hestiasula nitida
- Hestiasula phyllopus
- Hestiasula rogenhoferi
- Hestiasula seminigra
- Hestiasula woodi
- Hestiasula zhejiangensis

## GenreHeteronutarsus
- Heteronutarsus aegyptiacus
- Heteronutarsus albipennis

## GenreHierodula

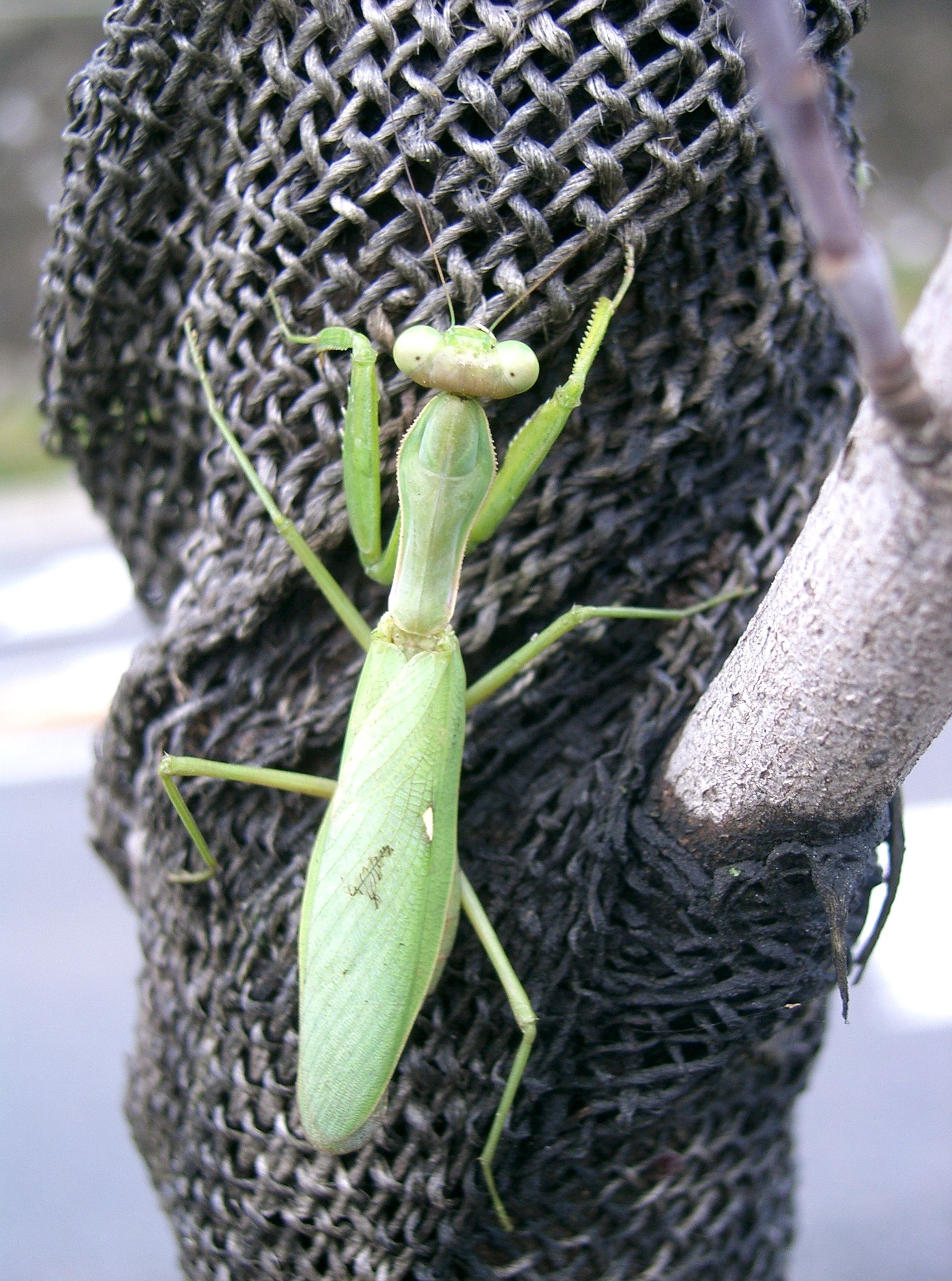
Hierodula patellifera

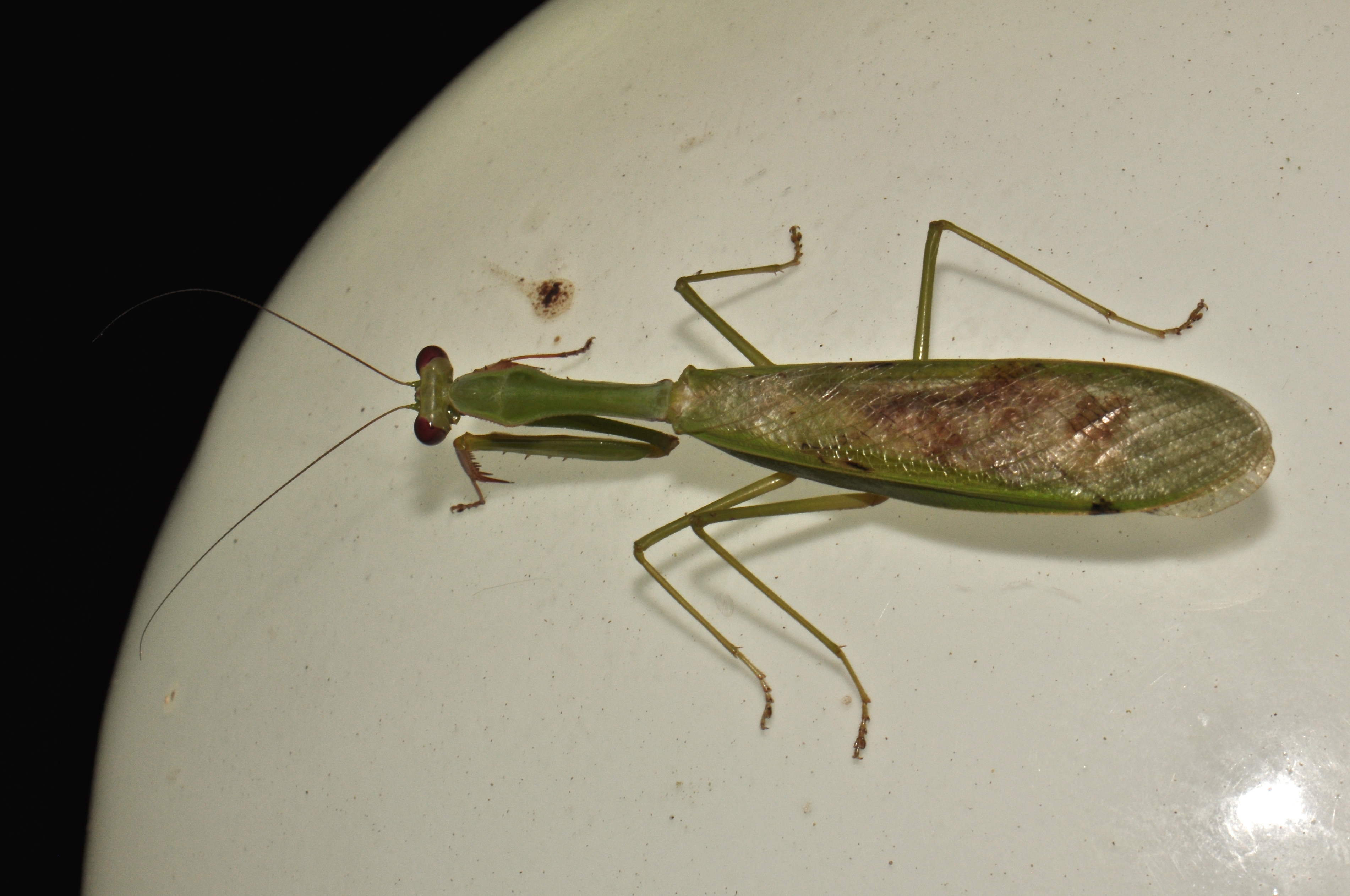
Mante géante asiatique, Hierodula sp., parc national de Khao Sok, Thaïlande

- Mante géante asiatique, Hierodula sp., parc national de Khao Sok, ThaïlandeHierodula ansusana
- Hierodula aruana
- Hierodula assamensis
- Hierodula atrocoxata
- Hierodula beieri
- Hierodula bhamoana
- Hierodula biaka
- Hierodula borneana
- Hierodula brunnea
- Hierodula chinensis
- Hierodula coarctata
- Hierodula cuchingina
- Hierodula daqingshanensis
- Hierodula dolichoptera
- Hierodula doveri
- Hierodula dubia
- Hierodula dyaka
- Hierodula everetti
- Hierodula excellens
- Hierodula formosana
- Hierodula fruhstorferi
- Hierodula fumipennis
- Hierodula fuscescens
- Hierodula gigliotosi
- Hierodula gracilicollis
- Hierodula grandis
- Hierodula harpyia
- Hierodula heinrichi
- Hierodula heteroptera
- Hierodula immaculifemorata
- Hierodula inconspicua
- Hierodula ingens
- Hierodula jobina
- Hierodula kapaurana
- Hierodula keralensis
- Hierodula laevicollis
- Hierodula lamasonga
- Hierodula latipennis
- Hierodula longedentata
- Hierodula macrosticmata
- Hierodula maculisternum
- Hierodula majuscula
- Hierodula malaya
- Hierodula membranacea
- Hierodula microdon
- Hierodula mindanensis
- Hierodula modesta
- Hierodula monochroa
- Hierodula multispina
- Hierodula multispinulosa
- Hierodula nicobarica
- Hierodula obiensis
- Hierodula obtusata
- Hierodula oraea
- Hierodula papua
- Hierodula parviceps
- Hierodula patellifera
- Hierodula perakana
- Hierodula philippina
- Hierodula prosternalis
- Hierodula pulchra
- Hierodula pulchripes
- Hierodula purpurescens
- Hierodula pustulifera
- Hierodula pygmaea
- Hierodula quadridens
- Hierodula quadripunctata
- Hierodula quinquepatellata
- Hierodula rajah
- Hierodula ralumina
- Hierodula rufomaculata
- Hierodula rufopatellata
- Hierodula salomonis
- Hierodula sarsinorum
- Hierodula schultzei
- Hierodula simbangana
- Hierodula similis
- Hierodula siporana
- Hierodula sorongana
- Hierodula sternosticta
- Hierodula striata
- Hierodula striatipes
- Hierodula szentivanyi
- Hierodula tenuidentata
- Hierodula tenuis
- Hierodula timorensis
- Hierodula togiana
- Hierodula tonkinensis
- Hierodula tornica
- Hierodula transcaucasica
- Hierodula trimaculata
- Hierodula unimaculata
- Hierodula venosa
- Hierodula ventralis
- Hierodula versicolor
- Hierodula viridis
- Hierodula vitreoides
- Hierodula werneri
- Hierodula xishaensis
- Hierodula yunnanensis

## GenreHolaptilon
- Holaptilon pusillulum

## GenreHoplocoryphella
- Hoplocoryphella grandis

## GenreHoplocorypha
- Hoplocorypha acuta
- Hoplocorypha bicornis
- Hoplocorypha boromensis
- Hoplocorypha bottegi
- Hoplocorypha boviformis
- Hoplocorypha brevicollis
- Hoplocorypha cacomana
- Hoplocorypha carli
- Hoplocorypha congica
- Hoplocorypha dentata
- Hoplocorypha distinguenda
- Hoplocorypha foliata
- Hoplocorypha fumosa
- Hoplocorypha galeata
- Hoplocorypha garuana
- Hoplocorypha hamulifera
- Hoplocorypha lacualis
- Hoplocorypha lobata
- Hoplocorypha macra
- Hoplocorypha mellea
- Hoplocorypha nana
- Hoplocorypha narocana
- Hoplocorypha nigerica
- Hoplocorypha nigra
- Hoplocorypha perplexa
- Hoplocorypha picea
- Hoplocorypha punctata
- Hoplocorypha rapax
- Hoplocorypha salfii
- Hoplocorypha saussurii
- Hoplocorypha striata
- Hoplocorypha turneri
- Hoplocorypha ugandana
- Hoplocorypha vittata
- Hoplocorypha wittei

## GenreHymenopus
- Hymenopus coronatus
- Hymenopus coronatoides

## GenreIdolomantis
- Idolomantis diabolica

## GenreIdolomorpha
- Idolomorpha dentifrons
- Idolomorpha lateralis
- Idolomorpha madagascariensis
- Idolomorpha sagitta

## GenreIlomantis
- Ilomantis thalassina

## GenreIris

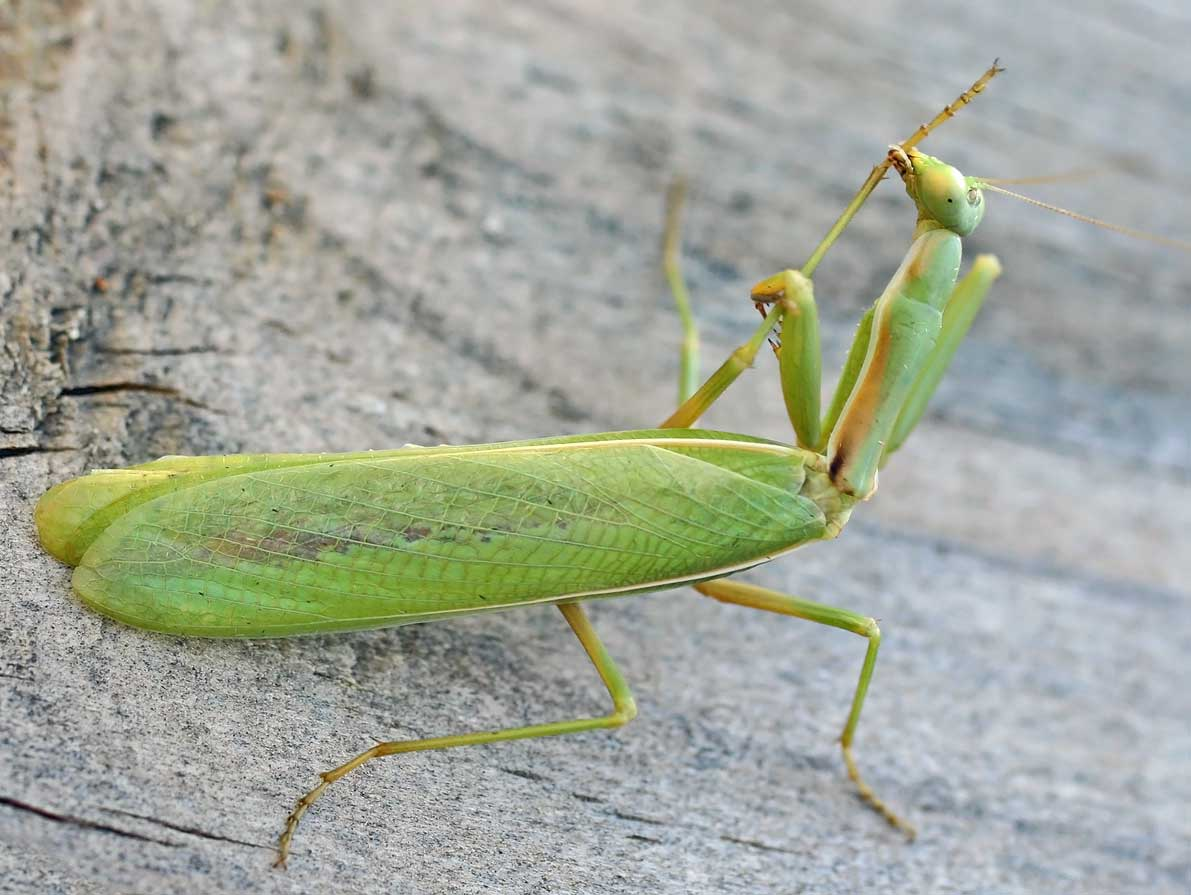
Iris oratoria

- Iris coeca
- Iris deserti
- Iris fasciata
- Iris insolita
- Iris minima
- Iris nana
- Iris narzykulovi
- Iris oratoria
- Iris orientalis
- Iris persa
- Iris pitcheri
- Iris polystictica
- Iris senegalensis
- Iris splendida

## GenreJunodia
- Junodia amoena
- Junodia beieri
- Junodia congicus
- Junodia hararensis
- Junodia lameyi
- Junodia maculata
- Junodia spinosa
- Junodia strigipennis
- Junodia vansomereni

## GenreKongobatha
- Kongobatha diademata
- Kongobatha papua

## GenreLagrecacanthops
- Lagrecacanthops brasiliensis
- Lagrecacanthops guyanensis

## GenreLitaneutria
- Litaneutria longipennis
- Litaneutria minor
- Litaneutria obscura
- Litaneutria ocularis
- Litaneutria pacifica
- Litaneutria skinneri

## GenreLiturgusa
- Liturgusa actuosa
- Liturgusa annulipes
- Liturgusa atricoxata
- Liturgusa cayennensis
- Liturgusa charpentieri
- Liturgusa cursor
- Liturgusa guyanensis
- Liturgusa lichenalis
- Liturgusa maya
- Liturgusa mesopoda
- Liturgusa nubeculosa
- Liturgusa parva
- Liturgusa peruviana
- Liturgusa sinvalnetoi

## GenreMaculatoscelis
- Maculatoscelis ascalaphoides
- Maculatoscelis gilloni
- Maculatoscelis maculata

## GenreMacromantis
- Macromantis hyalina
- Macromantis nicaraguae
- Macromantis ovalifolia
- Macromantis saussurei

## GenreMajanga
- Majanga basilaris
- Majanga spinosa
- Majanga tricolor

## GenreMajangella
- Majangella carli
- Majangella moultoni

## GenreMantillica
- Mantillica beieri
- Mantillica nigricans
- Mantillica sialidea

## GenreMantis
- Mantis octospilota
- Mantis religiosa

## GenreMantoida
Ce genre se rencontre en Amérique centrale et du Sud.
- Mantoida argentinae
- Mantoida brunneriana
- Mantoida fulgidipennis
- Mantoida luteola
- Mantoida maya
- Mantoida nitida
- Mantoida ronderosi
- Mantoida schraderi
- Mantoida tenuis

## GenreMetacromantis
- Metacromantis oxyops

## GenreMetagalepsus
- Metagalepsus occidentalis
- Metagalepsus stramineus

## GenreMetallyticus
- Metallyticus fallax
- Metallyticus pallipes
- Metallyticus semiaeneus
- Metallyticus splendidus
- Metallyticus violaceus

## GenreMetilia

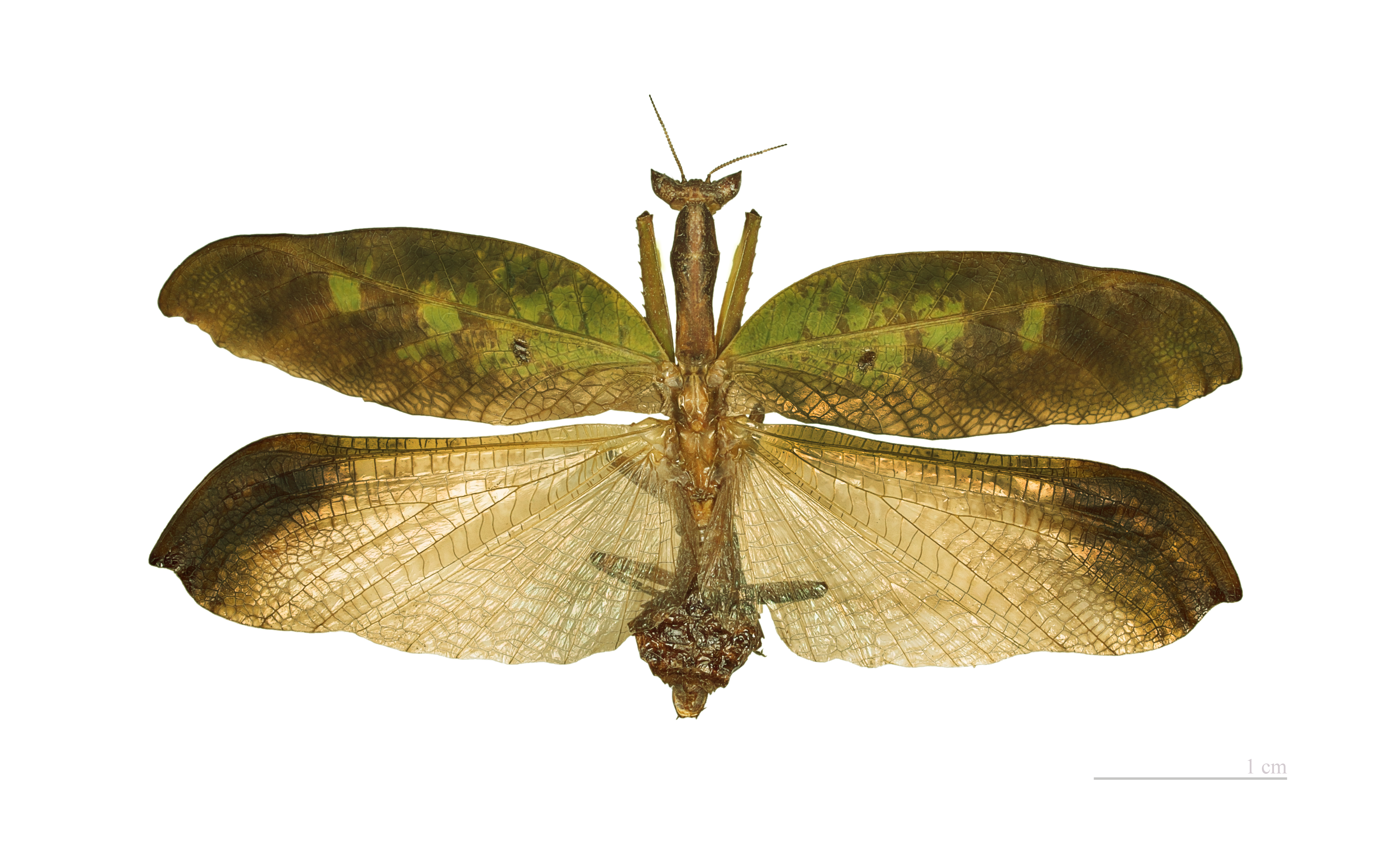
Metilia brunnerii - Muséum de Toulouse

- Metilia boliviana
- Metilia brunnerii Metilia brunnerii - Muséum de Toulouse

## GenreMetoxypilus
- Metoxypilus costalis
- Metoxypilus lobifrons
- Metoxypilus spinosus
- Metoxypilus werneri

## GenreMimomantis
- Mimomantis milloti

## GenreMiomantis
- Miomantis abyssinica
- Miomantis acutipes
- Miomantis affinis
- Miomantis alata
- Miomantis amanica
- Miomantis andreinii
- Miomantis annulipes
- Miomantis arabica
- Miomantis aurantiaca
- Miomantis aurea
- Miomantis binotata
- Miomantis bintumanensis
- Miomantis brachyptera
- Miomantis brevipennis
- Miomantis brunni
- Miomantis buettneri
- Miomantis caffra
- Miomantis cinnabarina
- Miomantis ciprianii
- Miomantis coxalis
- Miomantis devylderi
- Miomantis diademata
- Miomantis ehrenbergi
- Miomantis equalis
- Miomantis exilis
- Miomantis fallax
- Miomantis feminina
- Miomantis fenestrata
- Miomantis griffinii
- Miomantis gyldenstolpei
- Miomantis helenae
- Miomantis kibweziana
- Miomantis kilimandjarica
- Miomantis lacualis
- Miomantis lamtoensis
- Miomantis longicollis
- Miomantis menelikii
- Miomantis milmilena
- Miomantis minuta
- Miomantis misana
- Miomantis mombasica
- Miomantis monacha
- Miomantis montana
- Miomantis multipunctata
- Miomantis nairobiensis
- Miomantis natalica
- Miomantis ornata
- Miomantis paykullii
- Miomantis pellucida
- Miomantis planivertex
- Miomantis prasina
- Miomantis preussi
- Miomantis pygmaea
- Miomantis quadripunctata
- Miomantis rebeli
- Miomantis rehni
- Miomantis rouxi
- Miomantis rubra
- Miomantis sangarana
- Miomantis saussurei
- Miomantis scabricollis
- Miomantis semialata
- Miomantis sjoestedti
- Miomantis steelae
- Miomantis tangana
- Miomantis tenuis
- Miomantis togana
- Miomantis usambarica
- Miomantis vitrea
- Miomantis wittei

## GenreMiracanthops
- Miracanthops lombardoi
- Miracanthops poulaini

## GenreMyrmecomantis
- Myrmecomantis atra

## GenreNanomantis
- Nanomantis australis
- Nanomantis gilolae
- Nanomantis lactea
- Nanomantis yunnanensis

## GenreNegromantis
- Negromantis gracilis
- Negromantis gracillima
- Negromantis lutescens
- Negromantis modesta

## GenreNemotha
- Nemotha coomani
- Nemotha metallica
- Nemotha mirabilis

## GenreNeomantis
- Neomantis australis
- Neomantis hyalina
- Neomantis robusta

## GenreNesogalepsus
- Nesogalepsus andriai
- Nesogalepsus beieri
- Nesogalepsus conspersus
- Nesogalepsus hova
- Nesogalepsus madagascariensis
- Nesogalepsus sikorai
- Nesogalepsus tuberculatus

## GenreNesoxypilus
- Nesoxypilus albomaculatus
- Nesoxypilus pseudomyrmex

## GenreNilomantis
- Nilomantis edmundsi
- Nilomantis floweri

## GenreOdontomantis
Quelques espèces de ce genre adoptent un mimétisme avec les fourmis avant de devenir adulte.
- Odontomantis brachyptera
- Odontomantis buehleri
- Odontomantis chayuensis
- Odontomantis euphrosyne
- Odontomantis foveafrons
- Odontomantis hainana
- Odontomantis laticollis
- Odontomantis longipennis
- Odontomantis micans
- Odontomantis montana
- Odontomantis monticola
- Odontomantis nigrimarginalis
- Odontomantis parva
- Odontomantis planiceps
- Odontomantis rhyssa
- Odontomantis xizangensis

## GenreOligomantis
- Oligomantis hyalina
- Oligomantis mentaweiana
- Oligomantis orientalis

## GenreOligonicella
- Oligonicella bolliana
- Oligonicella brunneri
- Oligonicella punctulata
- Oligonicella scudderi
- Oligonicella striolata
- Oligonicella tessellata
- Oligonicella mexicana

## GenreOligonyx
- Oligonyx bicornis
- Oligonyx bidens
- Oligonyx dohrnianus
- Oligonyx insularis
- Oligonyx maya

## GenreOrthodera
- Orthodera gunnii
- Orthodera insularis
- Orthodera ministralis
- Orthodera novaezealandiae
- Orthodera rubrocoxata

## GenreOtomantis
- Otomantis aurita
- Otomantis capirica
- Otomantis casaica
- Otomantis rendalli
- Otomantis scutigera

## GenreOxyelaea
- Oxyelaea elegans
- Oxyelaea heteromorpha
- Oxyelaea stefaniae

## GenreOxyophthalma
- Oxyophthalma engaea
- Oxyophthalma giraffa
- Oxyophthalma gracilis

## GenreOxyophthalmellus
- Oxyophthalmellus rehni
- Oxyophthalmellus somalicus

## GenreOxyopsis
- Oxyopsis acutipennis
- Oxyopsis festae
- Oxyopsis gracilis
- Oxyopsis lobeter
- Oxyopsis media
- Oxyopsis obtusa
- Oxyopsis oculea
- Oxyopsis peruviana
- Oxyopsis rubicunda
- Oxyopsis saussurei
- Oxyopsis stali

## GenreOxyothespis
- Oxyothespis acuticeps
- Oxyothespis alata
- Oxyothespis apostata
- Oxyothespis bifurcata
- Oxyothespis brevicollis
- Oxyothespis brevipennis
- Oxyothespis dumonti
- Oxyothespis flavipennis
- Oxyothespis longicollis
- Oxyothespis longipennis
- Oxyothespis mammillata
- Oxyothespis maroccana
- Oxyothespis meridionalis
- Oxyothespis nilotica
- Oxyothespis noctivaga
- Oxyothespis parva
- Oxyothespis pellucida
- Oxyothespis persica
- Oxyothespis philbyi
- Oxyothespis senegalensis
- Oxyothespis sudanensis
- Oxyothespis tricolor
- Oxyothespis villiersi
- Oxyothespis wagneri

## GenreOxypiloidea
- Oxypiloidea subcornuta
- Oxypiloidea tridens

## GenreOxypilus
Boxer Mantises are within this Genre.
- Oxypilus Distinctus

## GenrePachymantis
- Pachymantis bicingulata
- Pachymantis dohertii

## GenrePanurgica
- Panurgica basilewskyi
- Panurgica compressicollis
- Panurgica duplex
- Panurgica feae
- Panurgica fratercula
- Panurgica fusca
- Panurgica langi
- Panurgica liberiana
- Panurgica mende
- Panurgica rehni

## GenrePapubolbe
- Papubolbe curvidens
- Papubolbe eximia
- Papubolbe flava
- Papubolbe gressitti
- Papubolbe longipennis
- Papubolbe picea

## GenrePapugalepsus
- Papugalepsus alatus
- Papugalepsus elongatus

## GenreParablepharis
- Parablepharis kuhlii

## GenreParamantis
- Paramantis natalensis
- Paramantis nyassana
- Paramantis prasina
- Paramantis sacra
- Paramantis togana
- Paramantis victoriana
- Paramantis viridis

## GenreParasphendale
- Parasphendale affinis
- Parasphendale africana
- Parasphendale agrionina
- Parasphendale albicosta
- Parasphendale costalis
- Parasphendale ghindana
- Parasphendale minor
- Parasphendale scioana
- Parasphendale stali

## GenreParahestiasula
- Parahestiasula obscura

## GenreParastagmatoptera
- Parastagmatoptera flavoguttata
- Parastagmatoptera serricornis

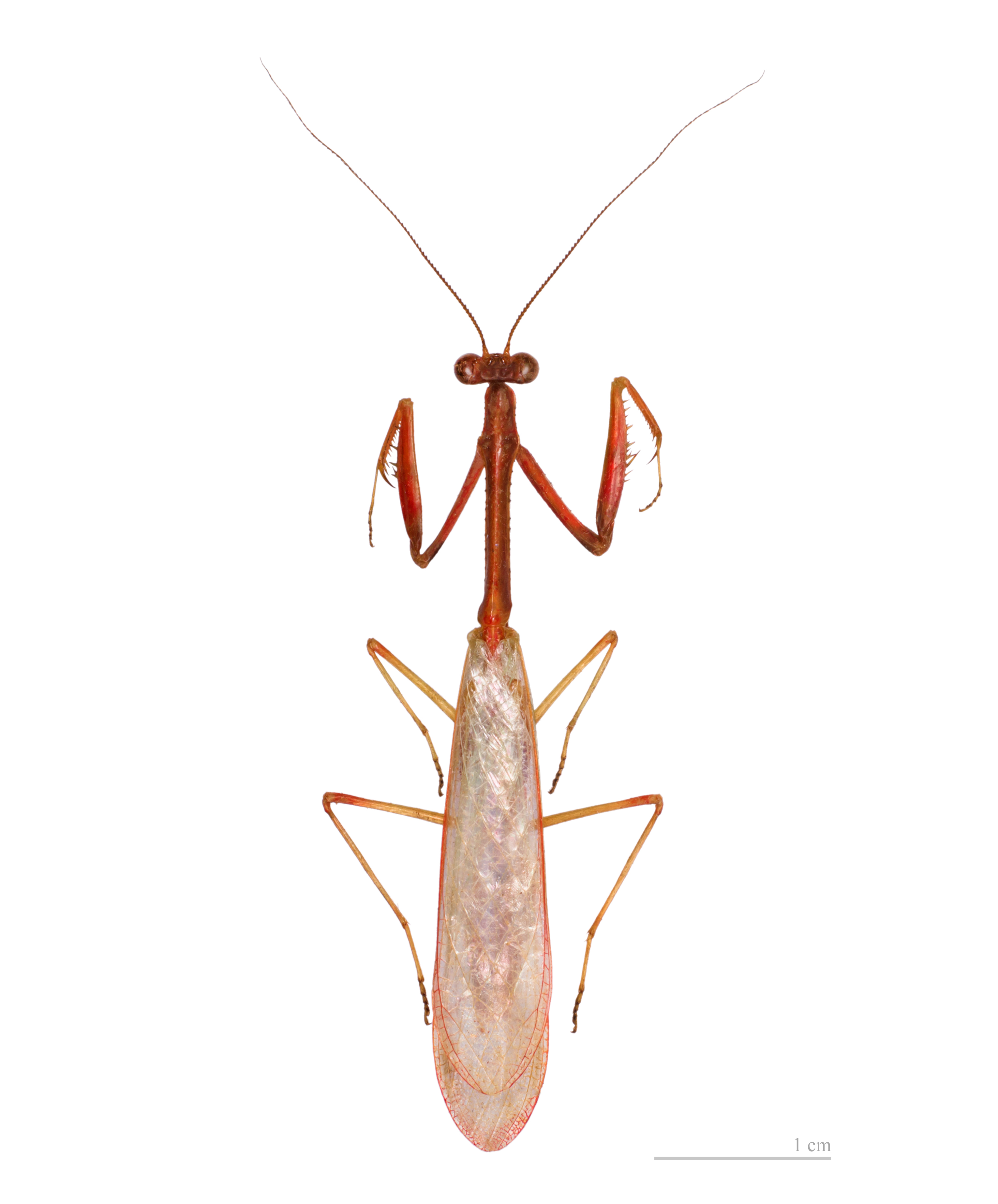
Parastagmatoptera flavoguttata - Muséum de Toulouse
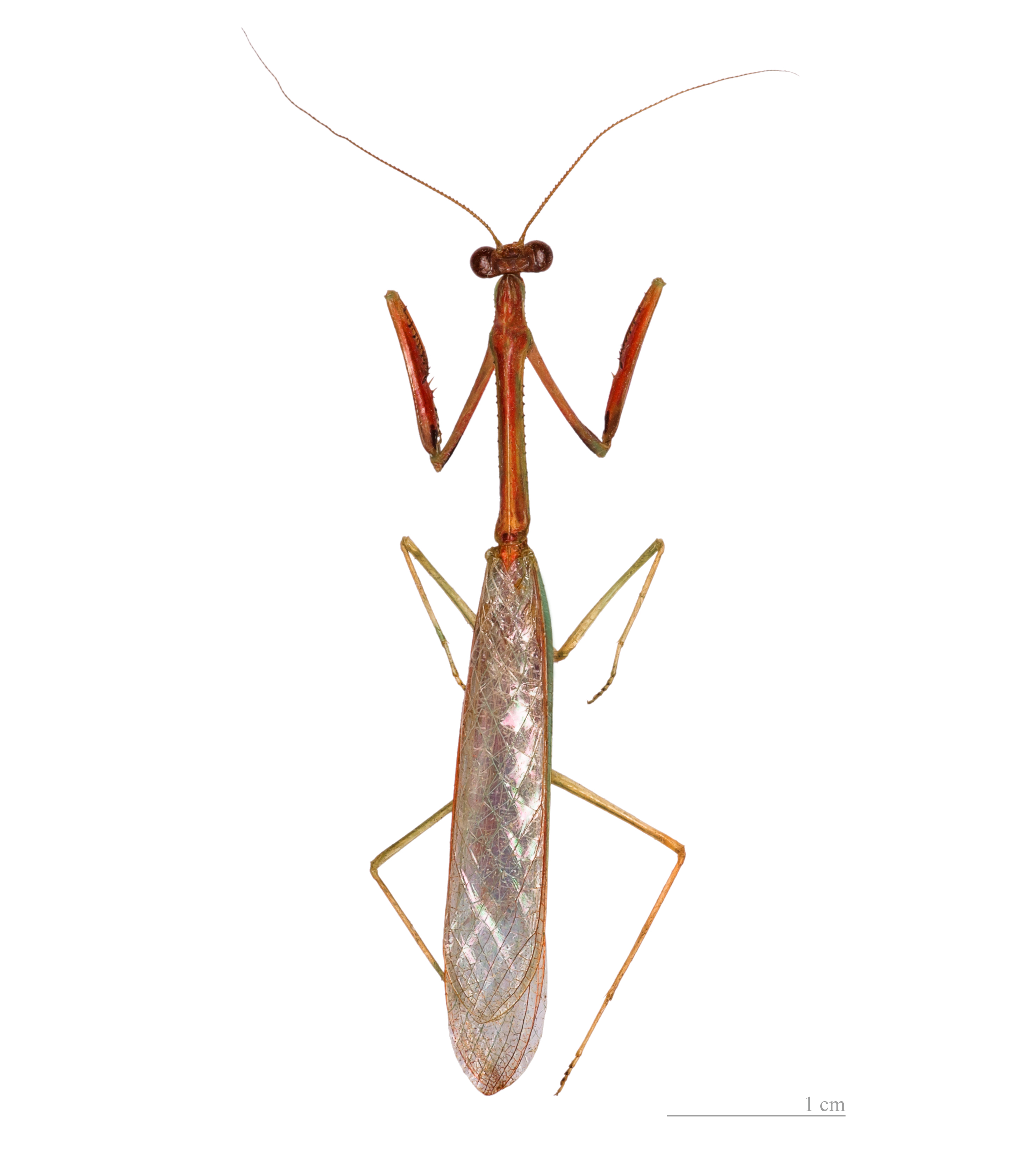
Parastagmatoptera serricornis - Muséum de Toulouse

## GenreParatoxodera
Paratoxodera is a Genre of Stick Mantises.
- Paratoxodera borneana
- Paratoxodera cornicollis
- Paratoxodera meggitti
- Paratoxodera pluto

## GenreParoxyophthalmus
- Paroxyophthalmus collaris
- Paroxyophthalmus nigericus
- Paroxyophthalmus ornatus
- Paroxyophthalmus savatieri

## GenreParaoxypilus
- Paraoxypilus armatus
- Paraoxypilus distinctus
- Paraoxypilus flavifemur
- Paraoxypilus insularis
- Paraoxypilus kimberleyensis
- Paraoxypilus laticollis
- Paraoxypilus tasmaniensis
- Paraoxypilus verreauxii

## GenreParamorphoscelis
- Paramorphoscelis gondokorensis

## GenreParaoxypilus
- Paraoxypilus armatus
- Paraoxypilus distinctus
- Paraoxypilus flavifemur
- Paraoxypilus insularis
- Paraoxypilus kimberleyensis
- Paraoxypilus laticollis
- Paraoxypilus tasmaniensis
- Paraoxypilus verreauxii

## GenrePareuthyphlebs
- Pareuthyphlebs arabica
- Pareuthyphlebs occidentalis
- Pareuthyphlebs palmonii
- Pareuthyphlebs popovi
- Pareuthyphlebs scorteccii
- Pareuthyphlebs somalica
- Pareuthyphlebs uvarovi

## GenreParhymenopus
- Parhymenopus davisoni

## GenrePerlamantis

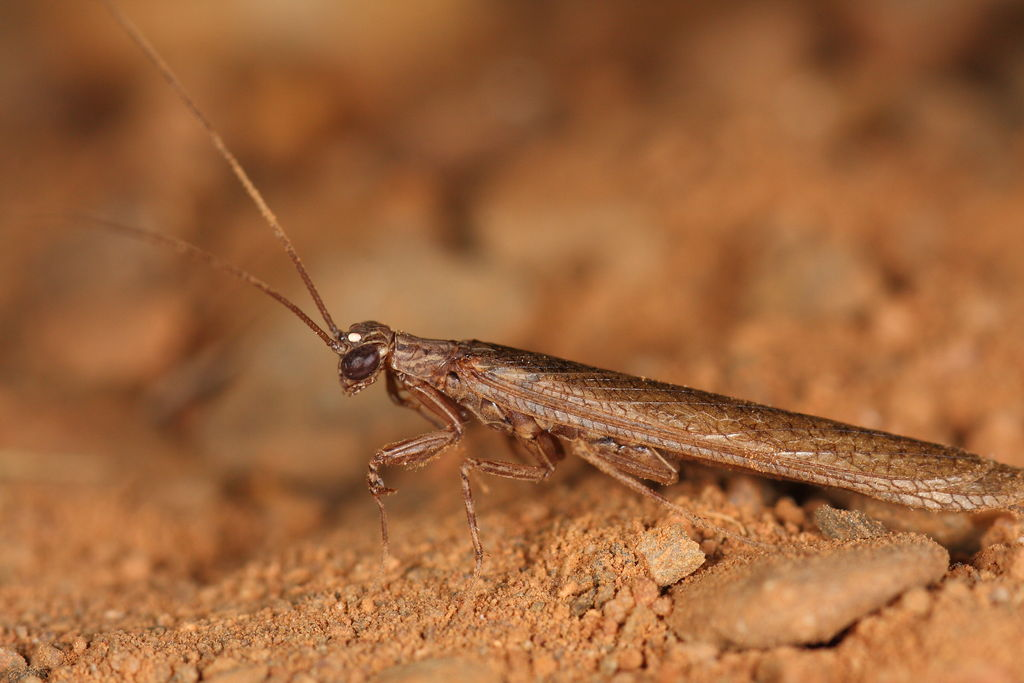
Perlamantis allibertii

- Perlamantis algerica
- Perlamantis allibertii

## GenrePezomantis
- Pezomantis henryi

## GenrePhthersigena
- Phthersigena centralis
- Phthersigena conspersa
- Phthersigena insularis
- Phthersigena melania
- Phthersigena minor
- Phthersigena nebulosa
- Phthersigena timorensis
- Phthersigena unicornis

## GenrePhyllocrania
- Phyllocrania paradoxa

## GenrePhyllovates
- Phyllovates brasiliensis
- Phyllovates brevicornis
- Phyllovates chlorophaea
- Phyllovates cingulata
- Phyllovates cornuta
- Phyllovates iheringi
- Phyllovates maya
- Phyllovates minor
- Phyllovates parallela
- Phyllovates parvula
- Phyllovates spinicollis
- Phyllovates tripunctata

## GenrePnigomantis
- Pnigomantis medioconstricta

## GenrePogonogaster
- Pogonogaster latens
- Pogonogaster tristani

## GenrePolyspilota

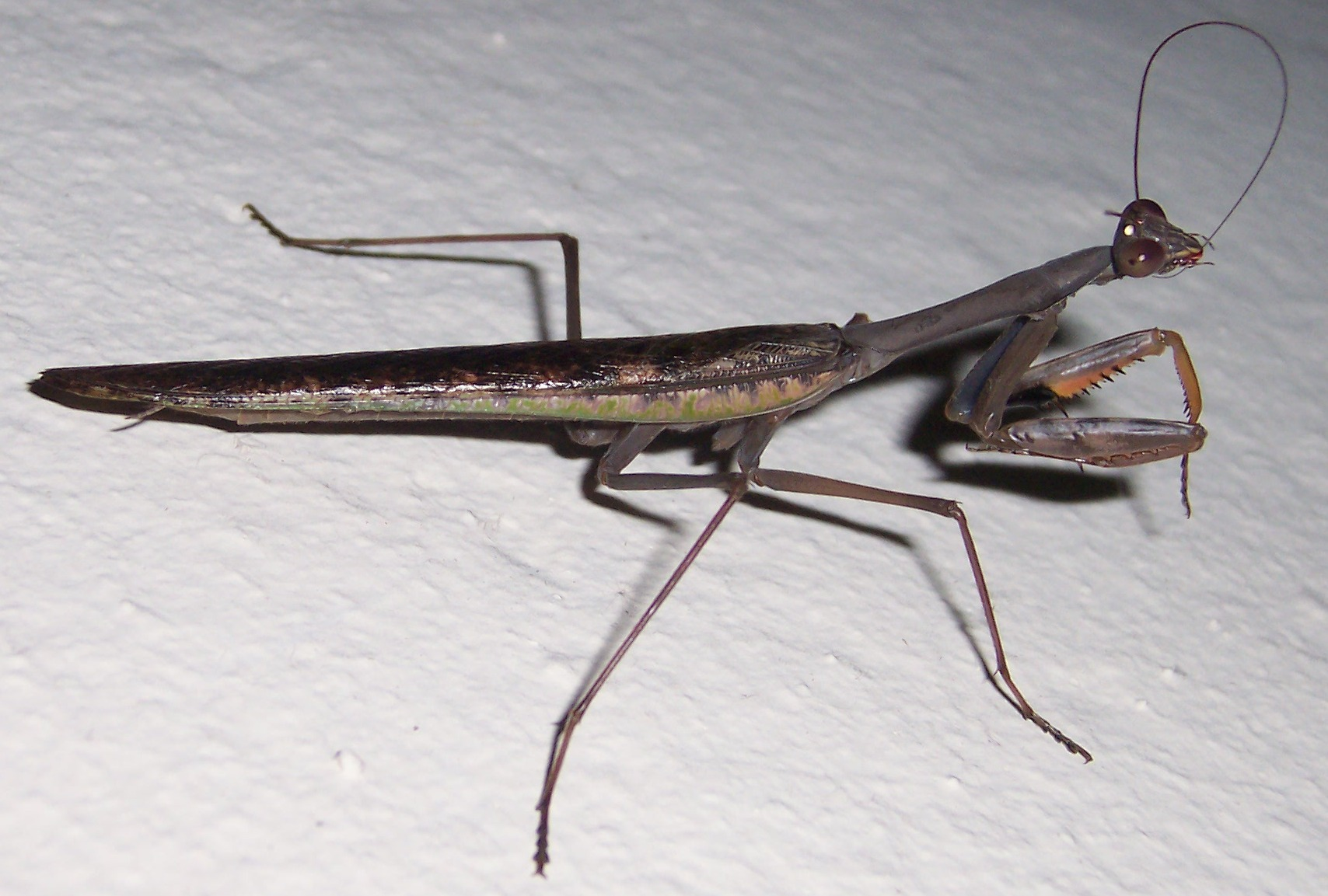
Polyspilota aeruginosa, île de la Réunion, France

- Polyspilota aeruginosa
- Polyspilota caffra
- Polyspilota comorana
- Polyspilota griffinii
- Polyspilota magna
- Polyspilota montana
- Polyspilota pavani
- Polyspilota robusta
- Polyspilota seychelliana
- Polyspilota voelzkowiana

## GenrePopa
- Popa spurca

## GenrePseudacanthops
- Pseudacanthops angulata
- Pseudacanthops caelebs
- Pseudacanthops lobipes
- Pseudacanthops spinulosa

## GenrePseudempusa
- Pseudempusa pavonina
- Pseudempusa pinnapavonis

## GenrePseudocreobotra
- Pseudocreobotra amarae
- Pseudocreobotra ocellata
- Pseudocreobotra wahlbergi

## GenrePseudoharpax
- Pseudoharpax abyssinicus
- Pseudoharpax beieri
- Pseudoharpax crenaticollis
- Pseudoharpax dubius
- Pseudoharpax erythraeus
- Pseudoharpax francoisi
- Pseudoharpax parallelus
- Pseudoharpax ugandanus
- Pseudoharpax virescens

## GenrePseudomantis
- Pseudomantis albofimbriata
- Pseudomantis dimorpha
- Pseudomantis hartmeyeri
- Pseudomantis victorina

## GenrePseudomusonia
- Pseudomusonia fera
- Pseudomusonia lineativentris
- Pseudomusonia maculosa
- Pseudomusonia rapax

## GenrePseudopogonogaster
- Pseudopogonogaster mirabilis

## GenrePseudovates
- Pseudovates arizonae
- Pseudovates bidens
- Pseudovates denticulata
- Pseudovates hyalostigma
- Pseudovates longicollis
- Pseudovates paraensis
- Pseudovates peruviana
- Pseudovates tolteca
- Pseudovates townsendi

## GenrePseudoyersinia
- Pseudoyersinia betancuriae
- Pseudoyersinia brevipennis
- Pseudoyersinia canariensis
- Pseudoyersinia inaspectata
- Pseudoyersinia kabilica
- Pseudoyersinia lagrecai
- Pseudoyersinia occidentalis
- Pseudoyersinia paui
- Pseudoyersinia pilipes
- Pseudoyersinia salvinae
- Pseudoyersinia subaptera
- Pseudoyersinia teydeana

## GenrePsychomantis
- Psychomantis borneensis
- Psychomantis malayensis

## GenrePyrgomantis
- Pyrgomantis bisignata
- Pyrgomantis congica
- Pyrgomantis fasciata
- Pyrgomantis jonesi
- Pyrgomantis mabuia
- Pyrgomantis mitrata
- Pyrgomantis nasuta
- Pyrgomantis ornatipes
- Pyrgomantis pallida
- Pyrgomantis rhodesica
- Pyrgomantis runifera
- Pyrgomantis signatifrons
- Pyrgomantis simillima
- Pyrgomantis singularis
- Pyrgomantis wellmanni

## GenreRaptrix
- Raptrix intermedia
- Raptrix occidentalis
- Raptrix perspicua (Fabricius, 1787) Raptrix perspicua - Muséum de Toulouse

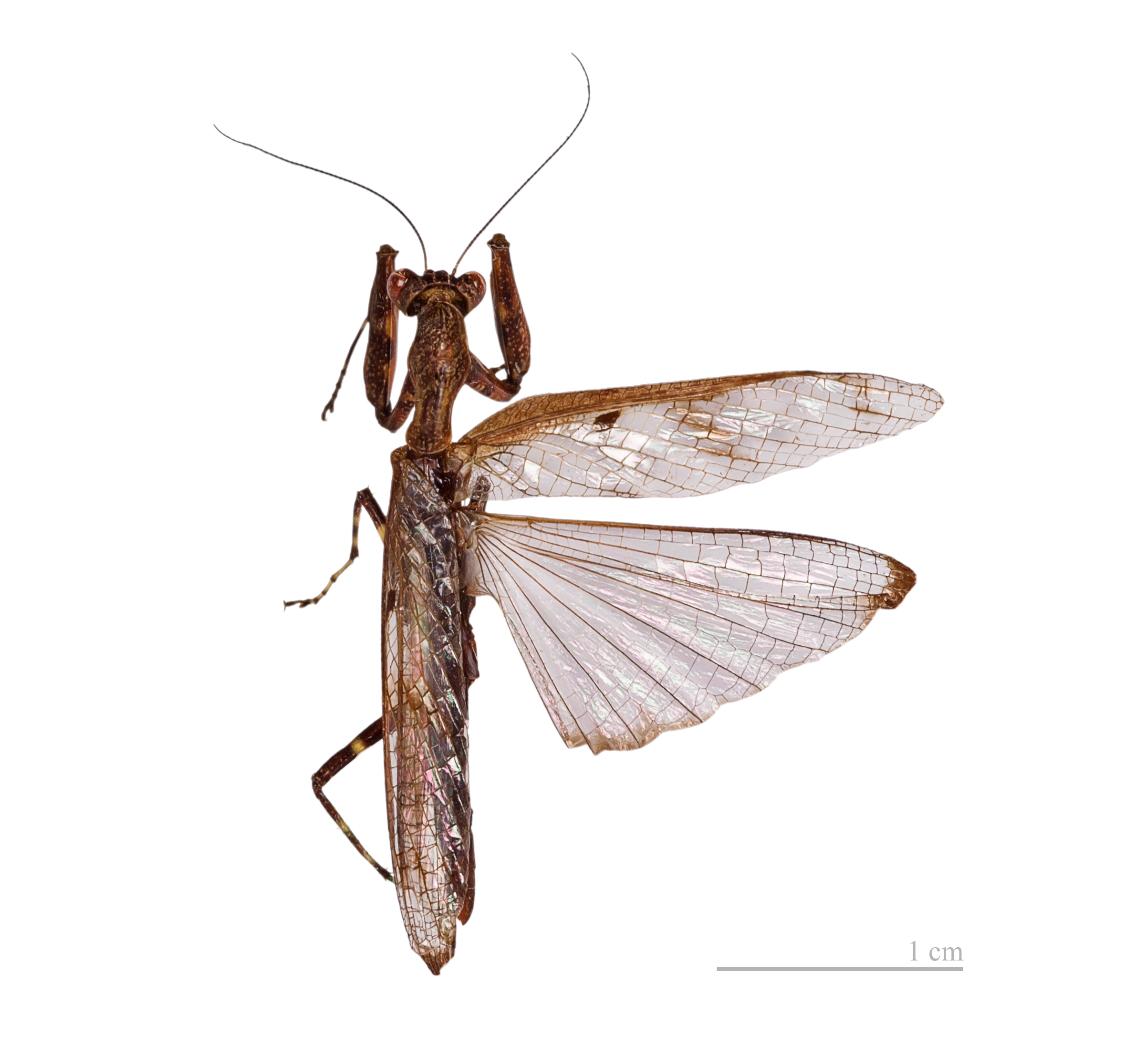
Raptrix perspicua - Muséum de Toulouse

## GenreRhomantis
- Rhomantis moultoni

## GenreRhombodera

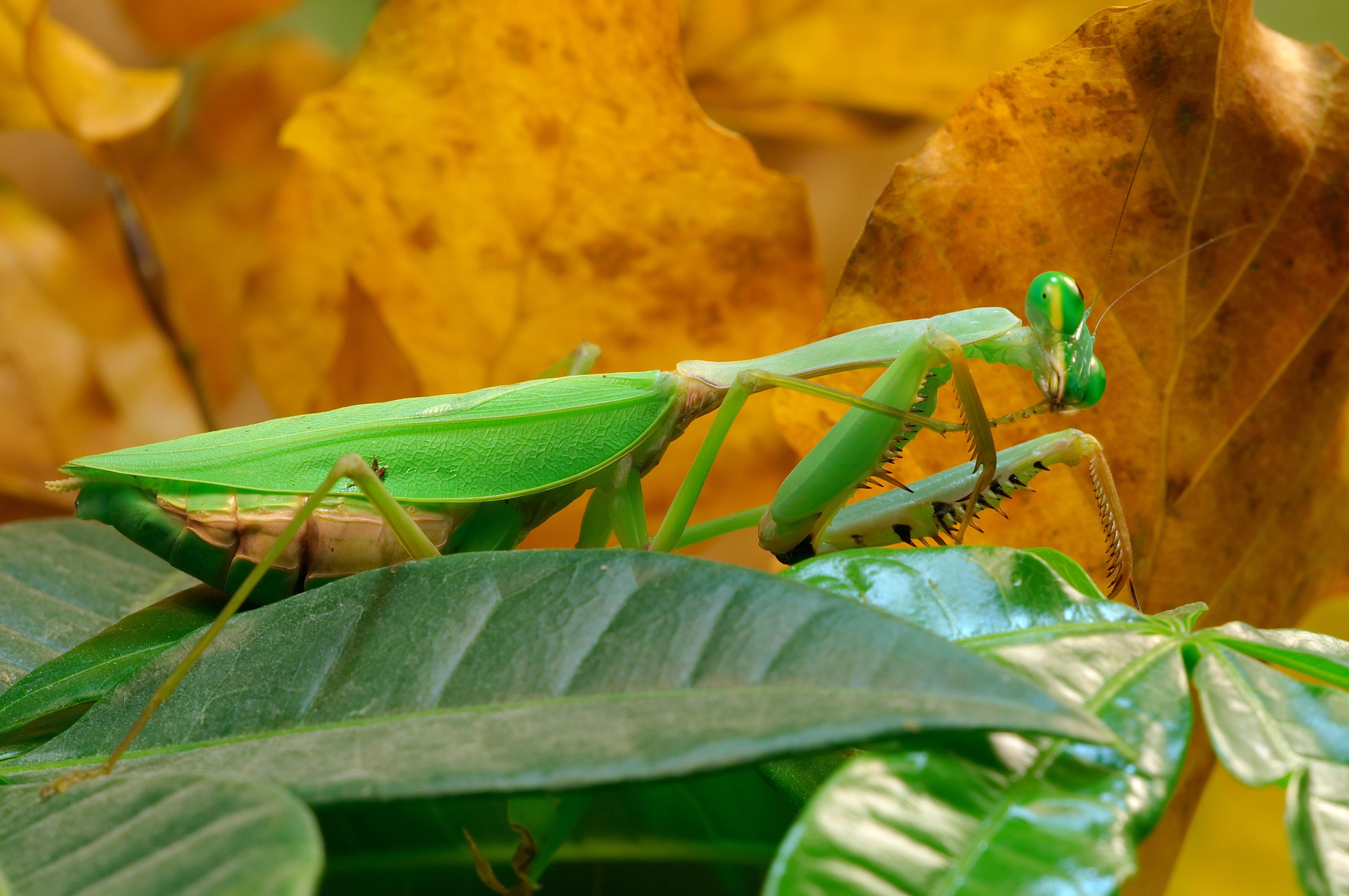
Rhombodera basalis

- Rhombodera basalis
- Rhombodera boschmai
- Rhombodera brachynota
- Rhombodera butleri
- Rhombodera crassa
- Rhombodera doriana
- Rhombodera extensicollis
- Rhombodera extraordinaria
- Rhombodera flava
- Rhombodera fratricida
- Rhombodera fusca
- Rhombodera handschini
- Rhombodera javana
- Rhombodera keiana
- Rhombodera kirbyi
- Rhombodera laticollis
- Rhombodera latipronotum
- Rhombodera lingulata
- Rhombodera megaera
- Rhombodera mjoebergi
- Rhombodera morokana
- Rhombodera ornatipes
- Rhombodera palawanensis
- Rhombodera papuana
- Rhombodera rennellana
- Rhombodera rollei
- Rhombodera sjoestedti
- Rhombodera stalii
- Rhombodera taprobana
- Rhombodera tectiformis
- Rhombodera titania
- Rhombodera valida
- Rhombodera woodmasoni
- Rhombodera zhangi

## GenreRivetina
- Rivetina asiatica
- Rivetina baetica
- Rivetina balcanica
- Rivetina beybienkoi
- Rivetina buettikeri
- Rivetina byblica
- Rivetina caucasica
- Rivetina compacta
- Rivetina crassa
- Rivetina dentata
- Rivetina deserta
- Rivetina dolichoptera
- Rivetina elegans
- Rivetina excellens
- Rivetina gigantea
- Rivetina inermis
- Rivetina karadumi
- Rivetina karateginica
- Rivetina laticollis
- Rivetina monticola
- Rivetina nana
- Rivetina pallida
- Rivetina parva
- Rivetina pulisangini
- Rivetina rhombicollis
- Rivetina similis
- Rivetina syriaca
- Rivetina tarda
- Rivetina varsobica

## GenreSceptuchus
- Sceptuchus baehri
- Sceptuchus simplex

## GenreSibylla

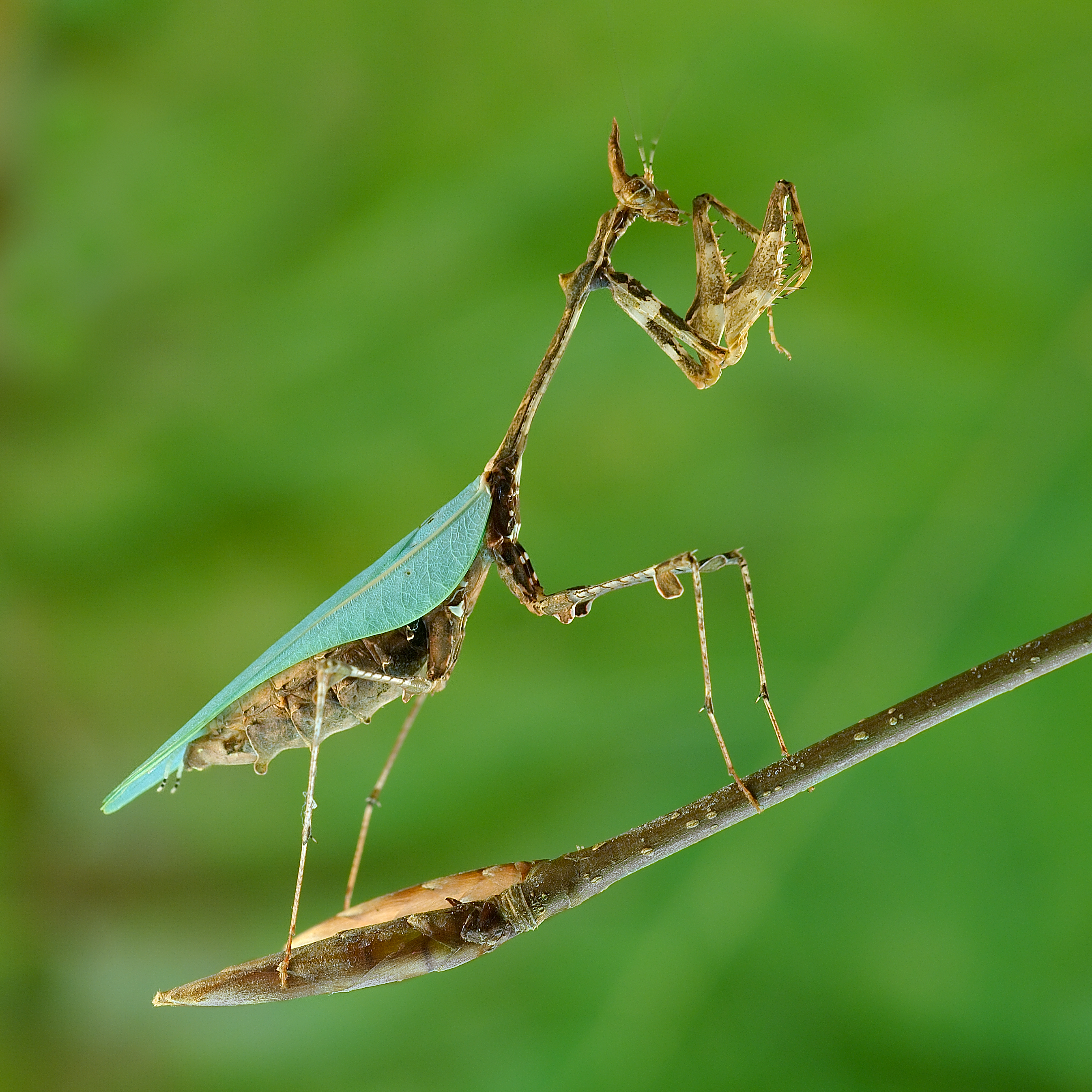
Sibylla pretiosa

- Sibylla dives
- Sibylla dolosa
- Sibylla limbata
- Sibylla maculosa
- Sibylla marmorata
- Sibylla pretiosa

## GenreSphodromantis

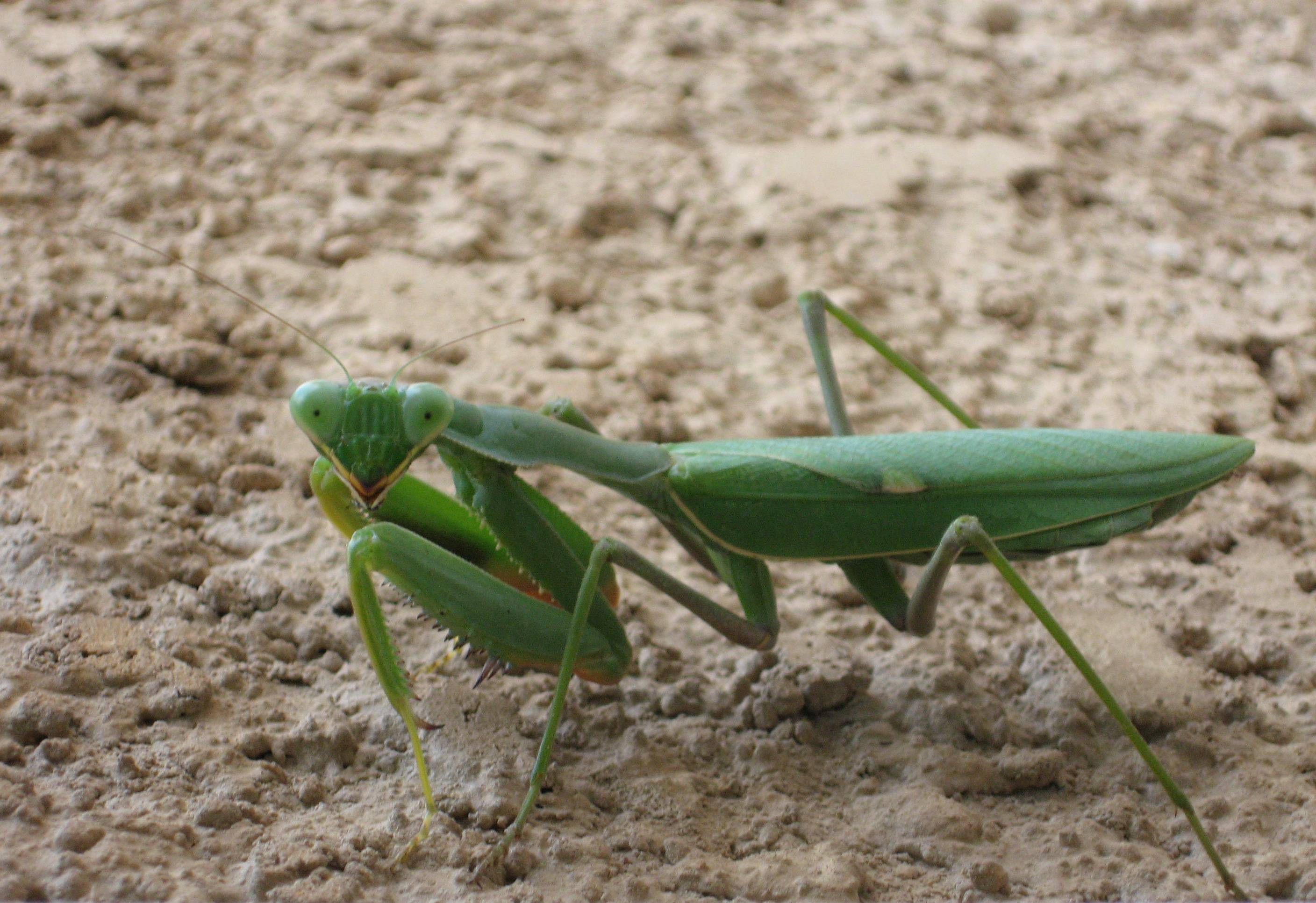
Sphodromantis viridis

Sphodromantis est un genre regroupant de nombreuses mantes qui se rencontre surtout en Afrique. En dehors de cet habitat, beaucoup portent le nom de mante africaine.
- Sphodromantis abessinica
- Sphodromantis aethiopica
- Sphodromantis annobonensis
- Sphodromantis aurea
- Sphodromantis baccettii
- Sphodromantis balachowskyi
- Sphodromantis biocellata
- Sphodromantis centralis
- Sphodromantis citernii
- Sphodromantis congica
- Sphodromantis conspicua
- Sphodromantis elegans
- Sphodromantis elongata
- Sphodromantis fenestrata
- Sphodromantis gastrica
- Sphodromantis gestri
- Sphodromantis giubana
- Sphodromantis gracilicollis
- Sphodromantis gracilis
- Sphodromantis hyalina
- Sphodromantis kersteni
- Sphodromantis lagrecai
- Sphodromantis lineola
- Sphodromantis obscura
- Sphodromantis pachinota
- Sphodromantis pardii
- Sphodromantis pavonina
- Sphodromantis quinquecallosa
- Sphodromantis royi
- Sphodromantis rubrostigma
- Sphodromantis rudolfae
- Sphodromantis tenuidentata
- Sphodromantis trimacula
- Sphodromantis viridis

## GenreSphodropoda
- Sphodropoda lepida
- Sphodropoda loripes
- Sphodropoda quinquedens
- Sphodropoda tristis
- Sphodropoda viridis

## GenreStagmatoptera
- Stagmatoptera abdominalis
- Stagmatoptera binotata
- Stagmatoptera biocellata
- Stagmatoptera femoralis
- Stagmatoptera flavipennis
- Stagmatoptera hyaloptera
- Stagmatoptera ignota
- Stagmatoptera indicator
- Stagmatoptera nova
- Stagmatoptera pia
- Stagmatoptera precaria
- Stagmatoptera pumila
- Stagmatoptera reimoseri
- Stagmatoptera septentrionalis
- Stagmatoptera supplicaria

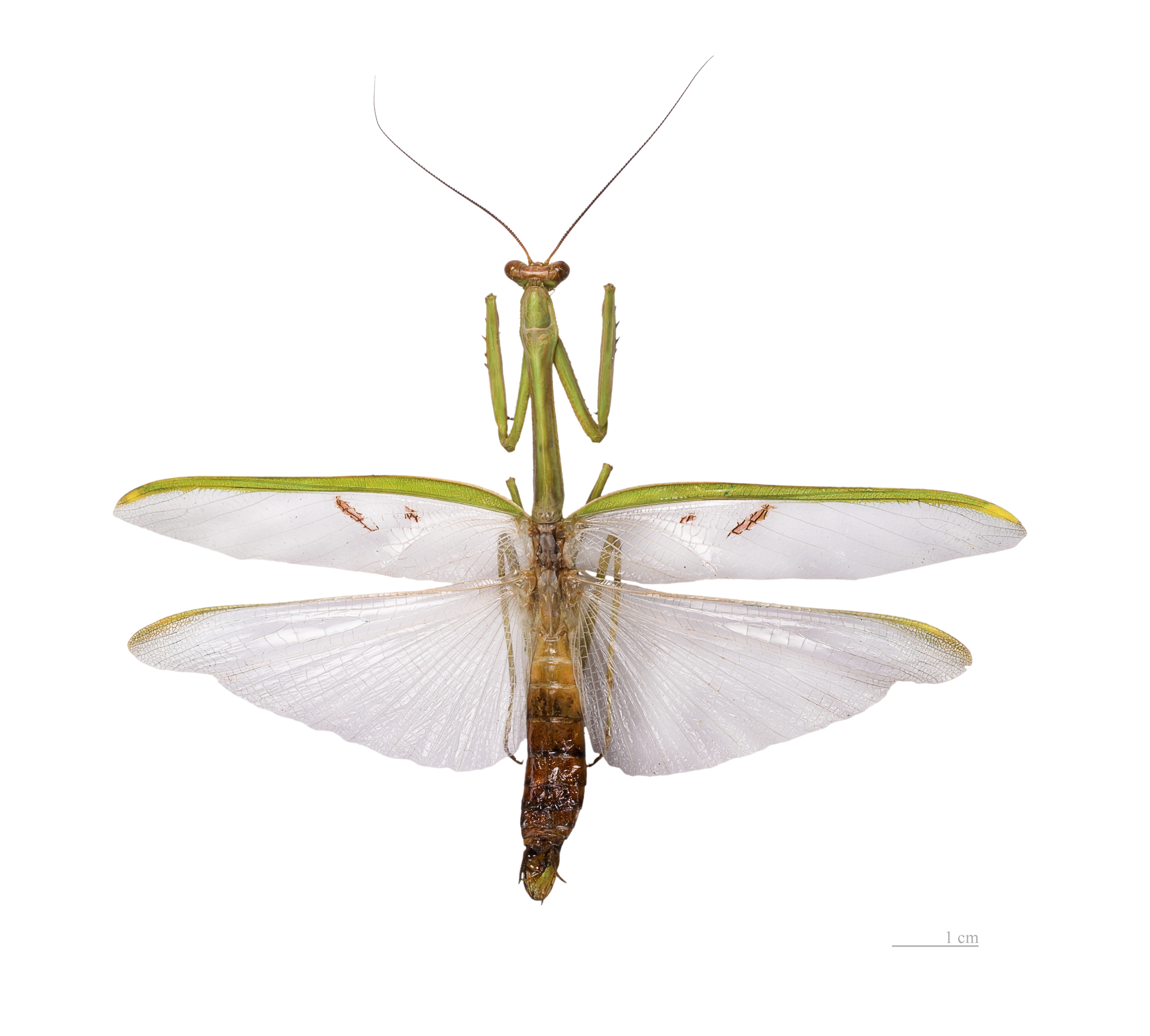
Stagmatoptera flavipennis - Muséum de Toulouse
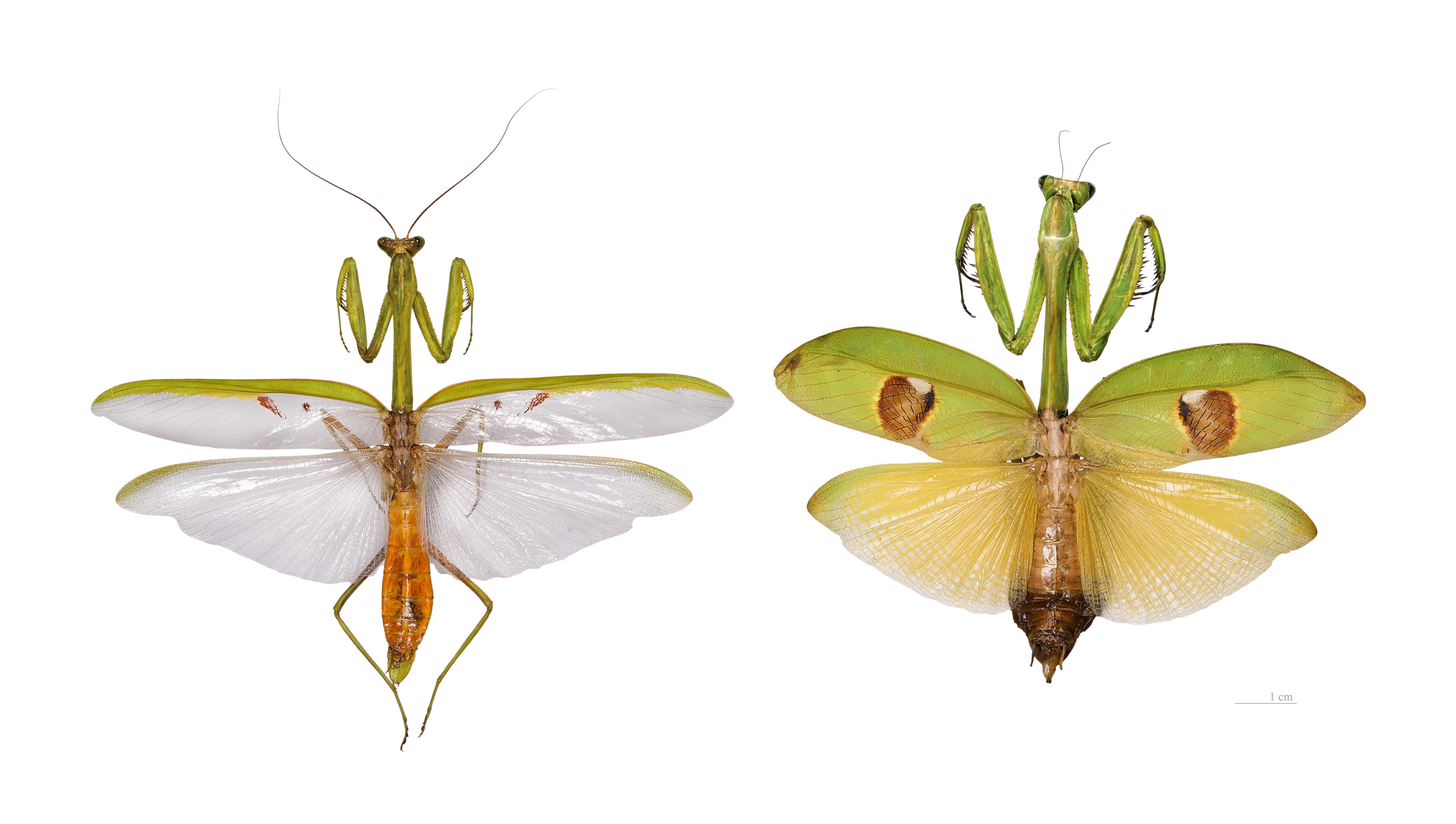
Stagmatoptera supplicaria - Muséum de Toulouse

## GenreStagmomantis

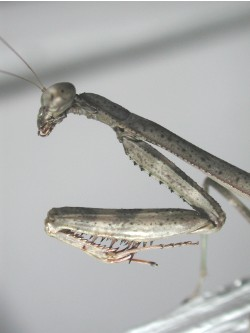
Stagmomantis carolina

L'habitat des Stagmomantis s'étend aux deux Amériques.
- Stagmomantis amazonica
- Stagmomantis californica
- Stagmomantis carolina
- Stagmomantis centralis
- Stagmomantis colorata
- Stagmomantis domingensis
- Stagmomantis floridensis
- Stagmomantis fraterna
- Stagmomantis gracilipes
- Stagmomantis hebardi
- Stagmomantis heterogamia
- Stagmomantis limbata
- Stagmomantis montana
- Stagmomantis nahua
- Stagmomantis paraensis
- Stagmomantis parvidentata
- Stagmomantis theophila
- Stagmomantis venusta
- Stagmomantis vicina

## GenreStatilia
- Statilia agresta
- Statilia apicalis
- Statilia chayuensis
- Statilia flavobrunnea
- Statilia maculata
- Statilia nemoralis
- Statilia ocellata
- Statilia pallida
- Statilia parva
- Statilia spanis
- Statilia viridibrunnea

## GenreStenophylla
- Stenophylla cornigera
- Stenophylla lobivertex

## GenreTamolanica
- Tamolanica andaina
- Tamolanica atricoxis
- Tamolanica denticulata
- Tamolanica dilena
- Tamolanica katauana
- Tamolanica leopoldi
- Tamolanica pectoralis
- Tamolanica phryne
- Tamolanica splendida
- Tamolanica tamolana

## GenreTaumantis
- Taumantis cephalotes
- Taumantis globiceps
- Taumantis sigiana

## GenreTarachina
- Tarachina brevipennis
- Tarachina congica
- Tarachina constricta
- Tarachina occidentalis
- Tarachina rammei
- Tarachina raphidioides
- Tarachina schultzei
- Tarachina seriepunctata
- Tarachina transvaalensis
- Tarachina werneri
- Tarachina zernyi

## GenreTarachodes
- Tarachodes abyssinicus
- Tarachodes afzelli
- Tarachodes alluaudi
- Tarachodes beieri
- Tarachodes bicornis
- Tarachodes brevipennis
- Tarachodes chopardii
- Tarachodes circulifer
- Tarachodes circuliferoides
- Tarachodes davidi
- Tarachodes feae
- Tarachodes fraterculus
- Tarachodes fuscipennis
- Tarachodes gibber
- Tarachodes gigas
- Tarachodes griseus
- Tarachodes haedus
- Tarachodes insidiator
- Tarachodes karschii
- Tarachodes lucubrans
- Tarachodes maurus
- Tarachodes monstrosus
- Tarachodes namibiensis
- Tarachodes nubifer
- Tarachodes obscuripennis
- Tarachodes okahandyanus
- Tarachodes oxynotus
- Tarachodes pantherina
- Tarachodes rhodesicus
- Tarachodes robustus
- Tarachodes rotundiceps
- Tarachodes sanctus
- Tarachodes severini
- Tarachodes taboranus
- Tarachodes tananus
- Tarachodes thomseni
- Tarachodes usambarica
- Tarachodes vitreus

## GenreTenodera
Originaire d'Asie et naturalisée en Amérique du Nord.

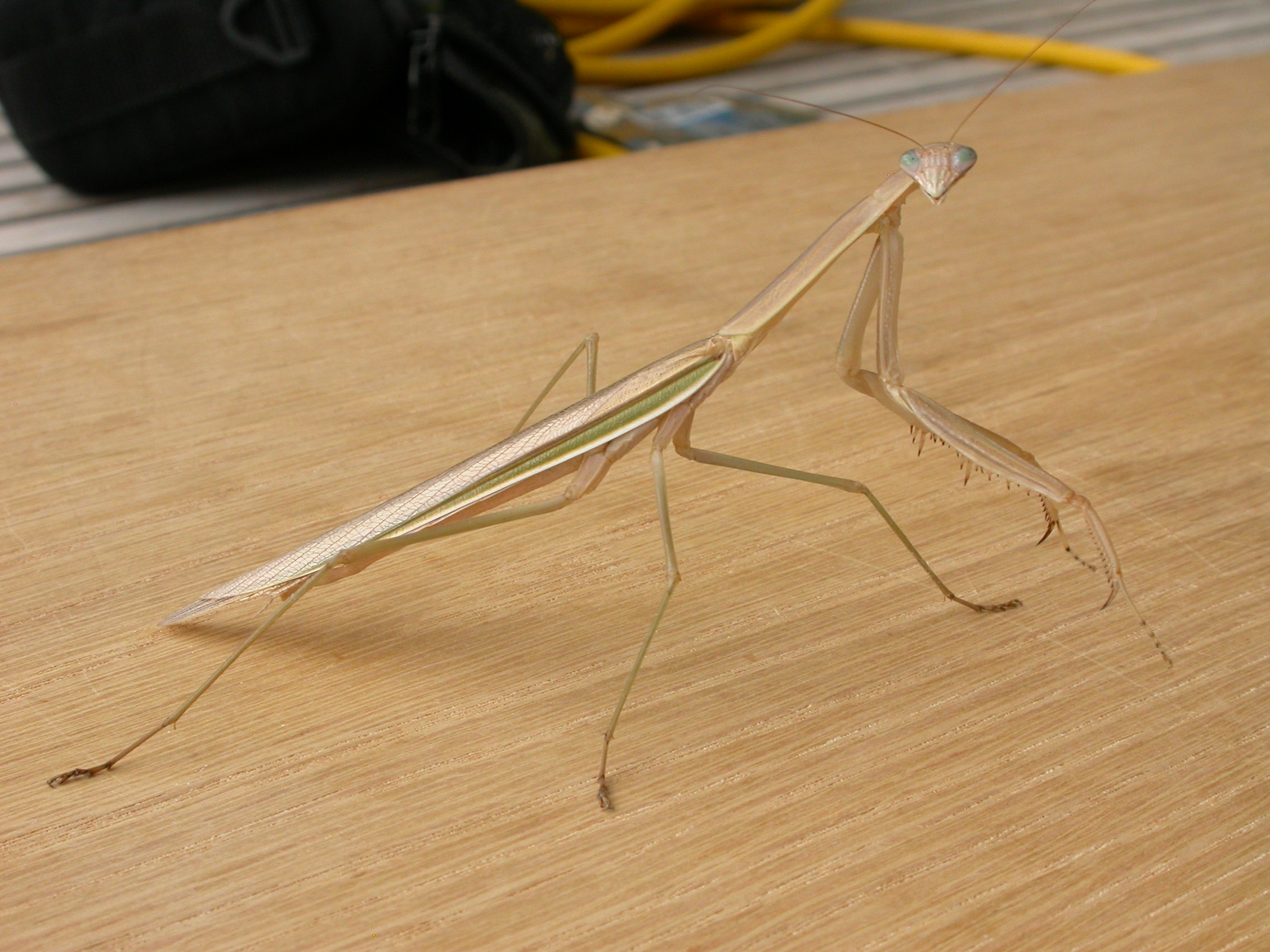
Tenodera angustipennis
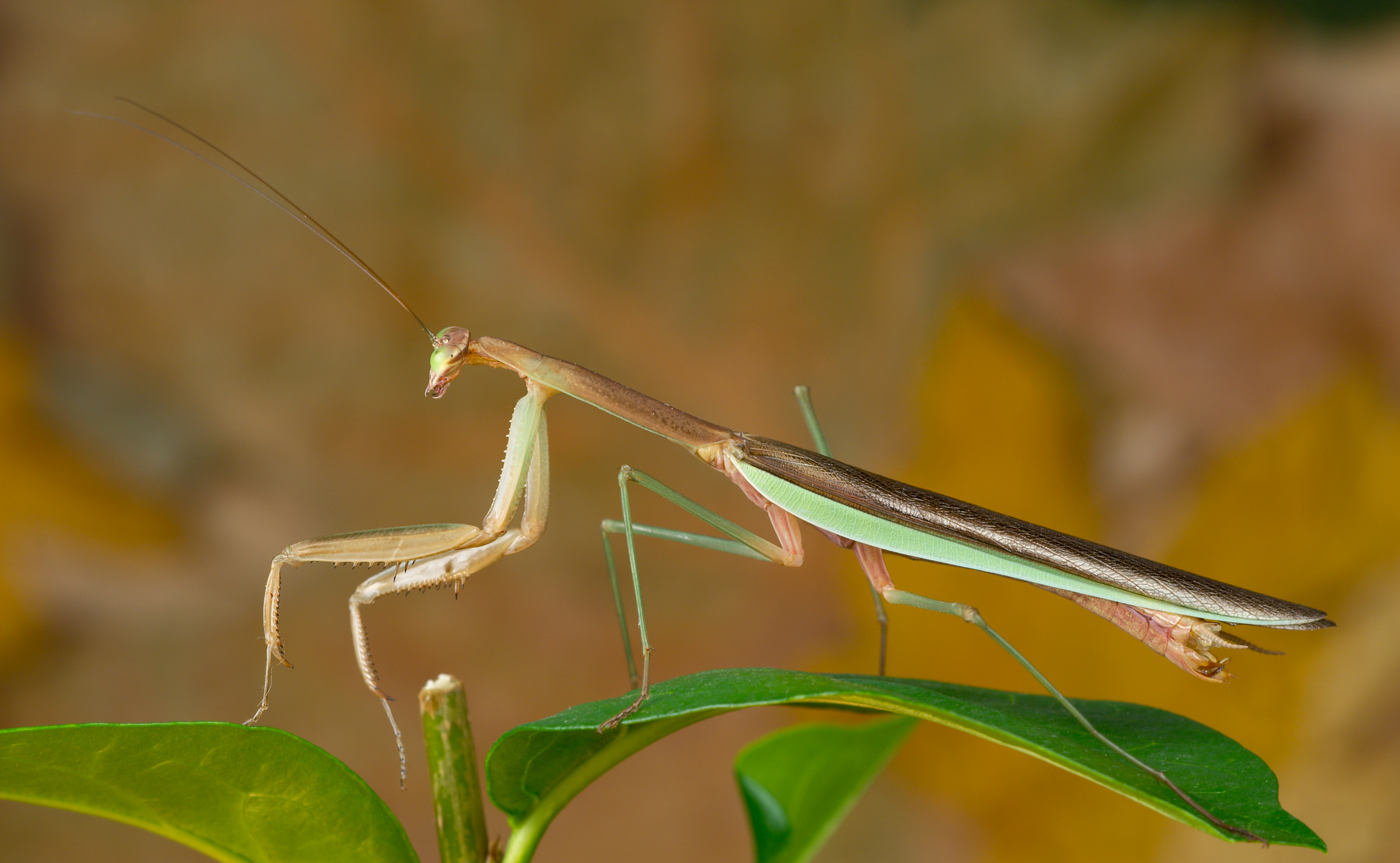
Tenodera sinensis
- Tenodera australasiae
- Tenodera superstitiosa

- Tenodera australasiae
- Tenodera sinensis

## GenreTheopompa

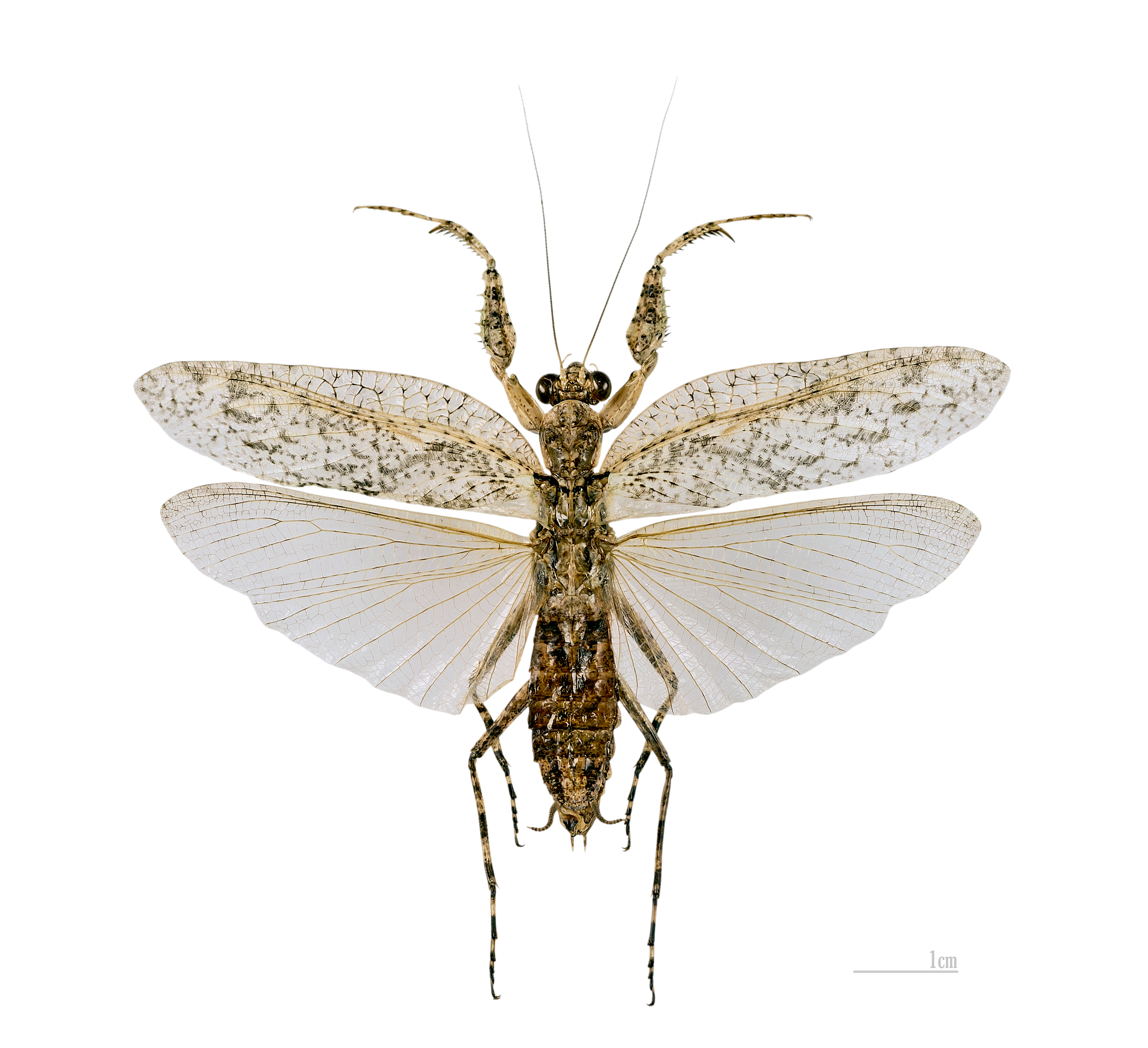
Theopompa servillei - MHNT

- Theopompa borneana
- Theopompa burmeisteri
- Theopompa ophthalmica
- Theopompa servillei Theopompa servillei - MHNT
- Theopompa tosta

## GenreTheopropus
- Theopropus borneensis
- Theopropus cattulus
- Theopropus elegans

## GenreThesprotia
- Thesprotia brasiliensis
- Thesprotia brevis
- Thesprotia caribea
- Thesprotia filum
- Thesprotia fuscipennis
- Thesprotia gigas
- Thesprotia graminis
- Thesprotia infumata
- Thesprotia insolita
- Thesprotia macilenta
- Thesprotia maculata
- Thesprotia pellucida
- Thesprotia simplex
- Thesprotia subhyalina

## GenreThesprotiella
- Thesprotiella bicorniculata
- Thesprotiella festae
- Thesprotiella fronticornis
- Thesprotiella peruana
- Thesprotiella similis

## GenreThrinaconyx
- Thrinaconyx fumosa
- Thrinaconyx kirschianus

## GenreTithrone

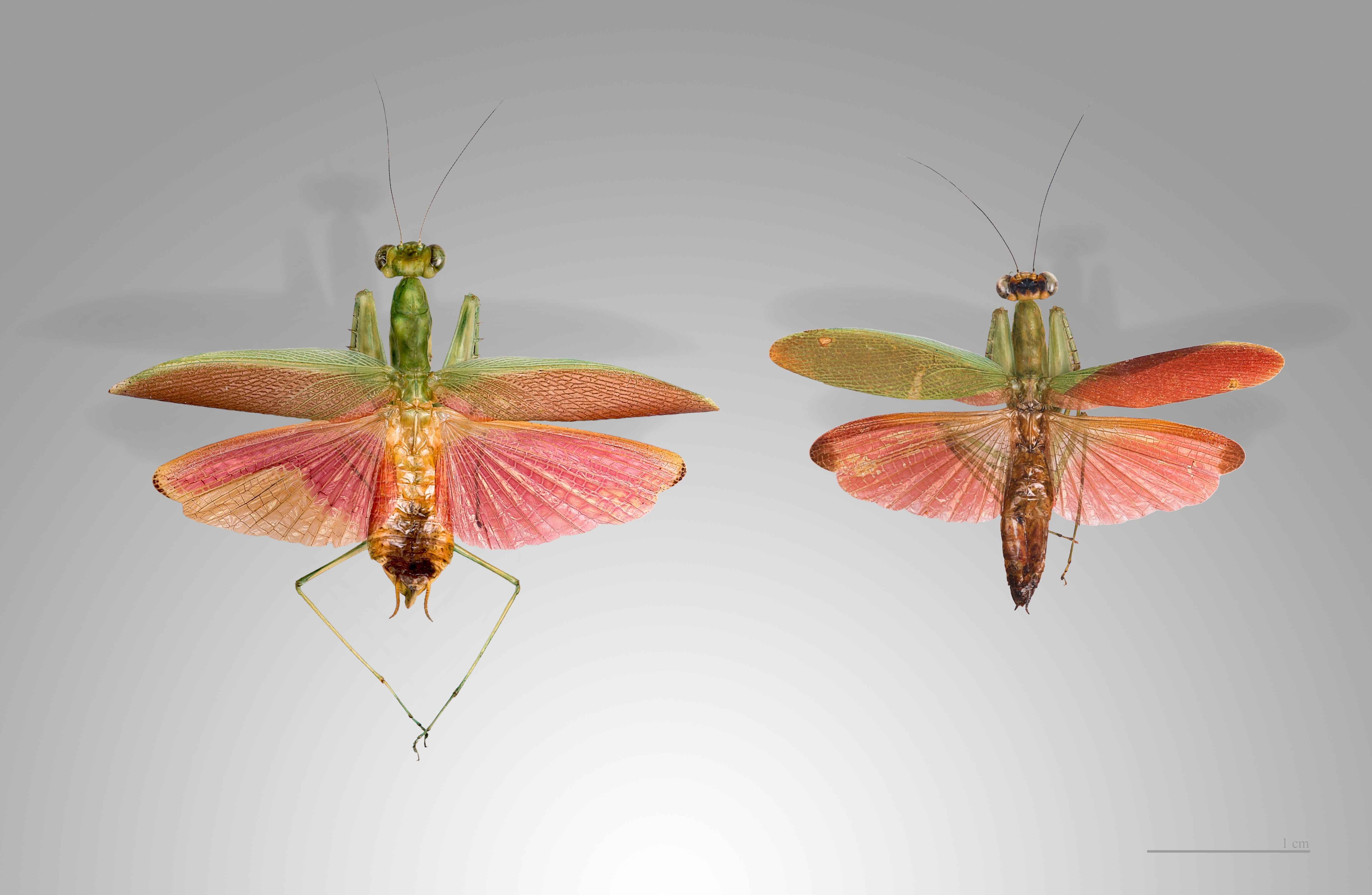
Tithrone roseipennis - Muséum de Toulouse

- Tithrone catharinensis
- Tithrone clauseni
- Tithrone corseuili
- Tithrone laeta
- Tithrone latipennis
- Tithrone major
- Tithrone roseipennis Tithrone roseipennis - Muséum de Toulouse

## GenreTropidomantis

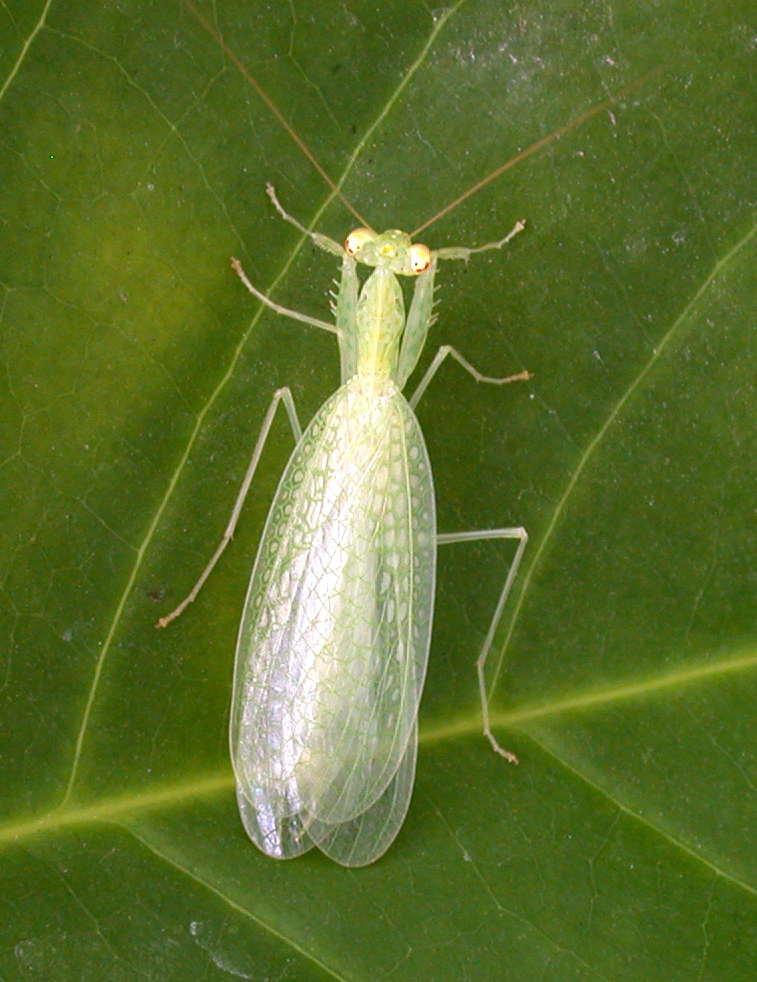
Tropidomantis tenera, Sanctuaire de faune de Khao Soi Dao, Thaïlande

- Tropidomantis guttatipennis
- Tropidomantis iridipennis
- Tropidomantis yunnanensis
- Tropidomantis gressitti
- Tropidomantis tenera, Sanctuaire de faune de Khao Soi Dao, ThaïlandeTropidomantis tenera

## GenreToxodera
- Toxodera denticulata
- Toxodera fimbriata
- Toxodera integrifolia
- Toxodera maculata
- Toxodera monstrosa

## GenreToxoderopsis
- Toxoderopsis spinigera
- Toxoderopsis taurus

## GenreToxomantis
- Toxomantis sinensis
- Toxomantis westwoodi

## GenreVates

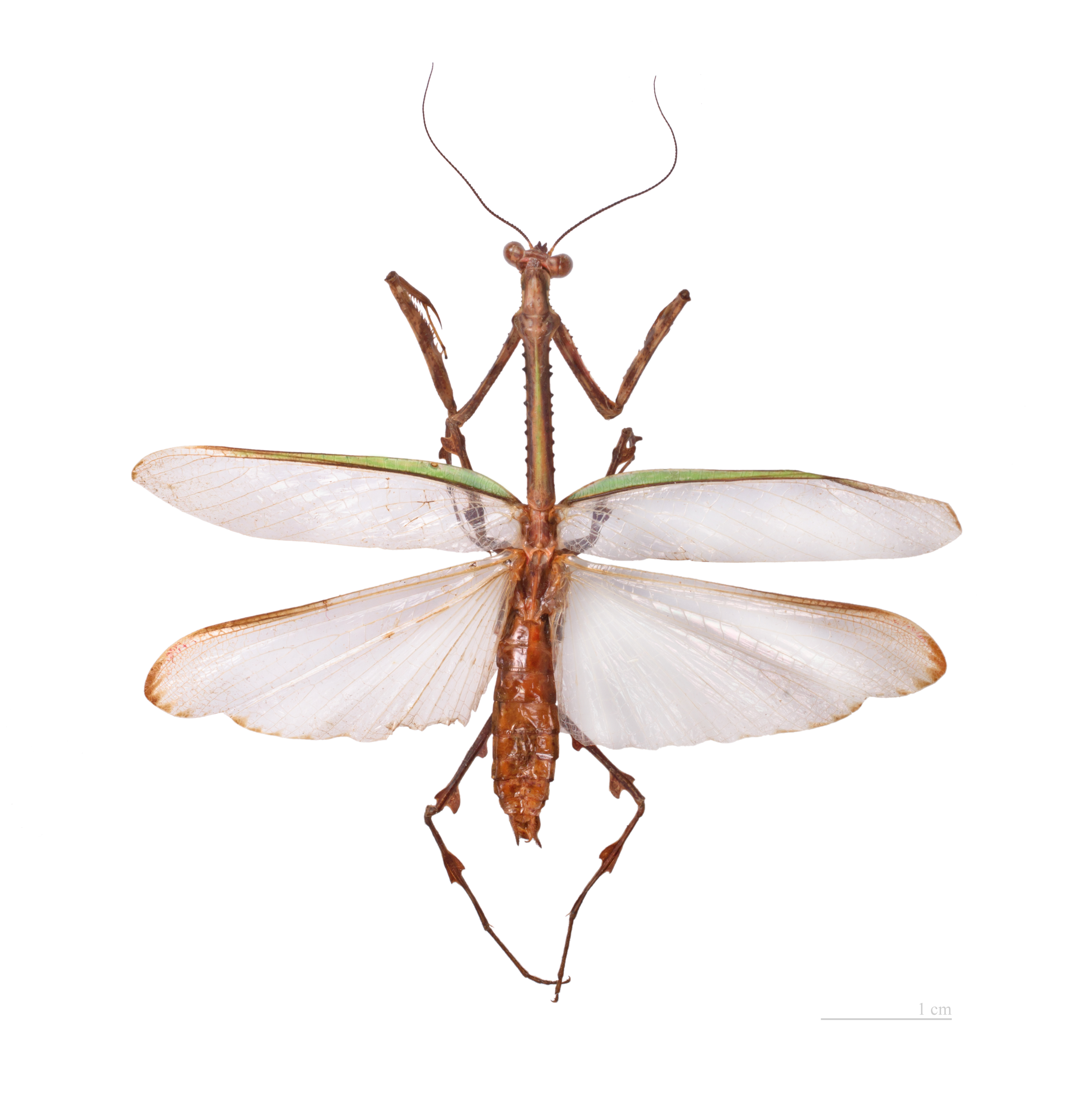
Vates multilobata - Muséum de Toulouse

- Vates amazonica
- Vates biplagiata
- Vates boliviana
- Vates festae
- Vates foliata
- Vates lobata
- Vates luxuriosa
- Vates multilobata Vates multilobata - Muséum de Toulouse
- Vates obscura
- Vates pectinata
- Vates pectinicornis
- Vates peruviana
- Vates serraticornis
- Vates weyrauchi

## GenreYersiniops
- Yersiniops newboldi
- Yersiniops solitaria
- Yersiniops solitarium
- Yersiniops sophronica

## GenreZoolea
- Zoolea borellii
- Zoolea gigas
- Zoolea guerinii
- Zoolea lobipes
- Zoolea major
- Zoolea minor
- Zoolea orba

## Familles
Selon la taxinomie la plus récente, tous les genres de mantes appartiennent désormais à l'une des différentes familles suivantes :
- Acanthopidae
- Amorphoscelidae
- Chaeteessidae
- Empusidae
- Eremiaphilidae
- Hymenopodidae
- Iridopterygidae
- Liturgusidae
- Mantidae
- Mantoididae
- Metallyticidae
- Sibyllidae
- Tarachodidae
- Thespidae
- Toxoderidae